# Olympische Geschichte der Türkei
| Gelbes Symbol für Goldmedaillen mit stilisierten Olympischen Ringen | Graues Symbol für Silbermedaillen mit stilisierten Olympischen Ringen | Braundes Symbol für Bronzemedaillen mit stilisierten Olympischen Ringen |
| ------------------------------------------------------------------- | --------------------------------------------------------------------- | ----------------------------------------------------------------------- |
| 41                                                                  | 26                                                                    | 37                                                                      |

Die Türkei, deren NOK, das Türkiye Milli Olimpiyat Komitesi, 1908 gegründet und 1911 vom IOC anerkannt wurde, nimmt bereits seit 1906 an Olympischen Sommerspielen teil. Seit 1936 werden auch Sportler zu Winterspielen entsandt. Jugendliche Sportler nahmen an allen bislang ausgetragenen Jugend-Olympiaspielen, sowohl im Sommer als auch im Winter, teil.

## Allgemeines
Seit 1912 ist die Türkei bei Olympischen Sommerspielen vertreten. Nur dreimal war sie nicht dabei. 1920 wurde das türkische NOK nicht eingeladen, da die Türkei, wie auch Deutschland, Österreich, Ungarn und Bulgarien, als Auslöser des Ersten Weltkrieges galt. 1932 verzichtete man auf eine Teilnahme wegen der hohen Reisekosten in die USA. 1980 schloss sich die Türkei dem von den USA angeregten Boykott der Spiele von Moskau an.
Die Mannschaftsstärke der türkischen Olympiateams variierte stark. Seit 1924 lag die Zahl der Athleten ständig im zweistelligen Bereich. 2012 gingen erstmals mehr als 100 Athleten an den Start. Mit 112 Aktiven war die Olympiamannschaft von London die bislang größte.
Die mit Abstand erfolgreichste Olympiasportart der Türkei ist das Ringen. In beiden Stilarten wurden bislang 63 Medaillen gewonnen. 29-mal stellte die Türkei den Olympiasieger, hinzu kommen 18 Silber- und 16 Bronzemedaillen. Auf Platz zwei mit elf Medaillen, davon acht goldene, liegt das Gewichtheben.
Die erfolgreichsten Athleten der Türkei sind jedoch Gewichtheber. Naim Süleymanoğlu wurde 1988, 1992 und 1996 Olympiasieger im Federgewicht. Ebenfalls drei Olympiasiege erzielte Halil Mutlu. 1996 siegte er im Fliegengewicht, 2000 und 2004 im Bantamgewicht. Der Freistilringer Hamit Kaplan konnte mit einer Gold-, einer Silber- und einer Bronzemedaille ebenfalls drei Medaillen gewinnen. Der Schwergewichtler siegte 1956, wurde 1960 Zweiter und 1964 Dritter.

## Bewerbung für die Ausrichtung Olympischer Spiele
Die türkische Stadt Istanbul bewarb sich insgesamt fünfmal für die Ausrichtung Olympischer Sommerspiele. Die Bewerbung für die Ausrichtung der 27. Olympischen Sommerspiele 2000 scheiterte auf der 101. IOC-Session 1993 in Monte Carlo im ersten Wahlgang. Mit nur sieben Stimmen schied man als erster von fünf Bewerbern aus. Die Bewerbung für die Ausrichtung der 28. Olympischen Sommerspiele 2004 wurde vom IOC nicht akzeptiert.
Auf der 112. IOC-Session 2001 in Moskau wurde über die Ausrichtung der 29. Olympischen Sommerspiele 2008 entschieden. Im ersten Wahlgang blieb Istanbul mit 17 Stimmen im Rennen. Im zweiten Wahlgang erhielt Peking die erforderliche absolute Mehrheit, so dass kein weiterer Wahlgang mehr nötig war. Die Bewerbung Istanbuls für die Ausrichtung der 30. Olympischen Sommerspiele 2012 wurde vom IOC nicht akzeptiert.
Auf der 125. IOC-Session 2013 in Buenos Aires ging es um die Vergabe der Ausrichtung der 32. Olympischen Sommerspiele 2020. Im ersten Wahlgang lag Istanbul punktgleich mit Madrid (26 Punkte). Eine Stichwahl musste die Entscheidung bringen, welche der beiden Städte in den zweiten Wahlgang gegen Tokio kam. Istanbul gewann die Stichwahl mit 49:45. Den zweiten Wahlgang verlor man gegen Tokio dann mit 36:60.

## Übersicht

### Sommerspiele

#### 1908 bis 1956
Zu den Turnwettbewerben der Sommerspiele war Aleko Mulos gemeldet. Er taucht jedoch in keiner Ergebnisliste auf, daher ist strittig, ob Mulos überhaupt teilgenommen hat.
Die erste belegte Teilnahme türkischer Athleten an Olympischen Spielen fand 1912 in Stockholm statt. Die erste türkische Olympiamannschaft bestand aus zwei Leichtathleten. Der erste Olympiastarter war am 6. Juli 1912 der Mittelstreckenläufer Vahram Papazyan. Die ersten Frauen bei Olympischen Spielen waren am 4. August 1936 die Florettfechterinnen Suat Aşani und Halet Çambel.
Nach der Leichtathletik gingen türkische Sportler bei folgenden Sommerspielen auch in den Sportarten Ringen, Gewichtheben, Fechten und Fußball (ab 1924), Radsport (ab 1928), Basketball, Reiten und Segeln (ab 1936), Schwimmen (ab 1960), Boxen und Schießen (ab 1968), Judo und Wasserspringen (ab 1976), Bogenschießen (ab 1984), Rudern (ab 1992), Taekwondo (ab 2000), Tischtennis (ab 2008), Badminton, Turnen und Volleyball (ab 2012) sowie im Kanusport, modernen Fünfkampf und im Tennis (ab 2016) an den Start.
Erst 1924 kam die Türkei wieder zurück auf die olympische Bühne. 1928 erreichte der Ringer Tayyar Yalaz im Leichtgewicht des griechisch-römischen Stils Platz 4. 1936 in Berlin konnten die ersten Medaillen, gleichzeitig auch der erste Olympiasieg, gefeiert werden. Beide Medaillen wurden von Ringern gewonnen. Im griechisch-römischen Stil wurde Yaşar Erkan Olympiasieger im Leichtgewicht. Im Schwergewicht belegte Mehmet Çoban Platz 4. Im Freistil gewann Ahmet Kireççi Bronze im Schwergewicht. Der Radrennfahrer Talat Tunçalp wurde Siebter im Straßenrennen. Der Springreiter Cevat Kula erreichte auf seinem Pferd Sapkin Platz 6 der Einzelwertung.
Die Sommerspiele von 1948 in London wurden zu den erfolgreichsten Olympischen Spielen der Türkei. Zwölf Medaillen, davon sechs Gold-, vier Silber- und zwei Bronzemedaillen, standen zu Buche. Elf der zwölf Medaillen wurden von Ringern gewonnen. Olympiasieger wurden im griechisch-römischen Stil der Federgewichtler Mehmet Oktav und der Schwergewichtler Ahmet Kireççi. Silber holten Kenan Olcay im Fliegengewicht und Muhlis Tayfur im Mittelgewicht. Hinzu kam eine Bronzemedaille durch Halil Kaya im Bantamgewicht. Im Freistil gab es vier Olympiasiege durch Nasuh Akar im Bantamgewicht, Gazanfer Bilge im Federgewicht, Celal Atik im Leichtgewicht und Yaşar Doğu im Weltergewicht. Halit Balamir im Fliegengewicht und Adil Candemir im Mittelgewicht gewannen Silber. Der Leichtathlet Ruhi Sarıalp gewann Bronze im Dreisprung.
1952 in Helsinki sorgten wieder die Ringer für die Medaillengewinne. Im Freistil wurden Hasan Gemici im Fliegengewicht und Bayram Şit im Federgewicht Olympiasieger. Adil Atan gewann Bronze im Halbschwergewicht. Dessen Zwillingsbruder Irfan belegte im Schwergewicht Platz 4. Zu den Sommerspielen von 1956 reiste eine reine Ringermannschaft ins australische Melbourne. Die Freistilringer Mustafa Dağıstanlı im Bantamgewicht und Hamit Kaplan im Schwergewicht wurden Olympiasieger, İbrahim Zengin im Weltergewicht gewann Silber, Hüseyin Akbaş im Fliegengewicht Bronze. Im griechisch-römischen Stil wurde Mithat Bayrak Olympiasieger im Weltergewicht. Rıza Doğan gewann Silber im Leichtgewicht, Dursun Ali Eğribaş Bronze im Fliegengewicht. Im Juni des gleichen Jahres waren sechs Reiter zu den Olympischen Reiterspielen nach Stockholm gereist.

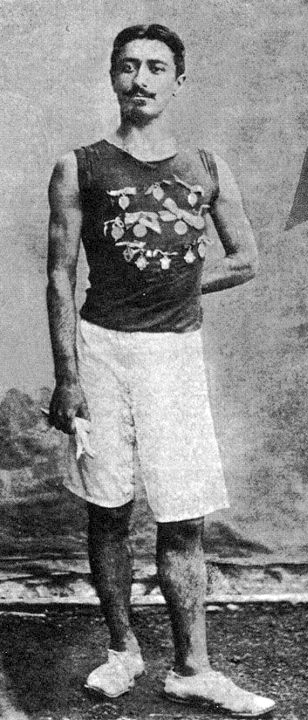
Vahram Papazyan, der erste türkische Olympionike
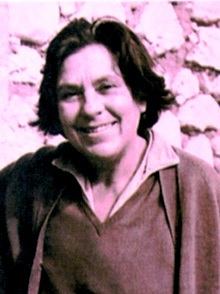
Die Fechterin Halet Çambel, eine der ersten Türkinnen bei Olympia
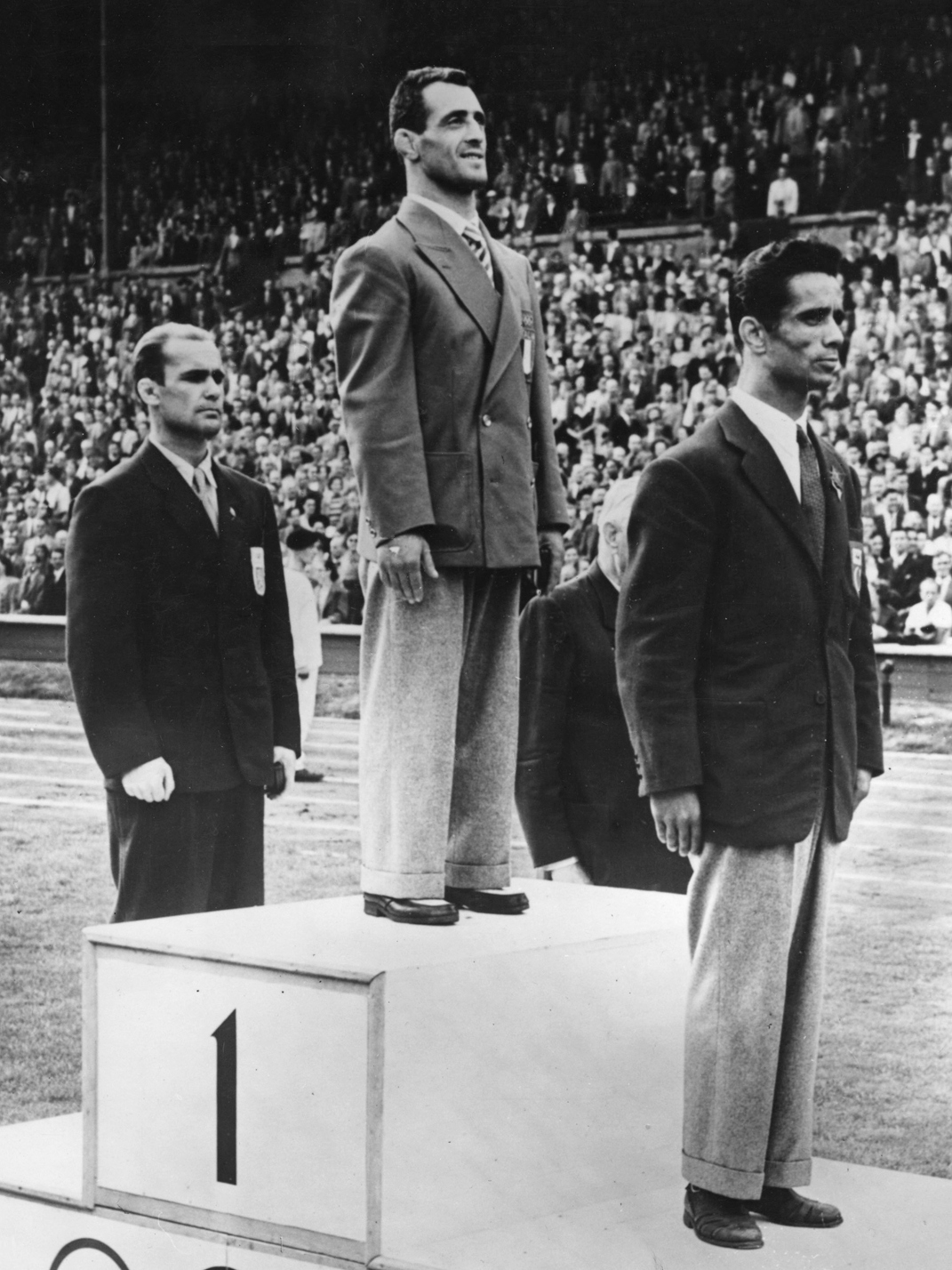
Siegerehrung im Ringen 1948: vorne Kenan Olcay mit Silber
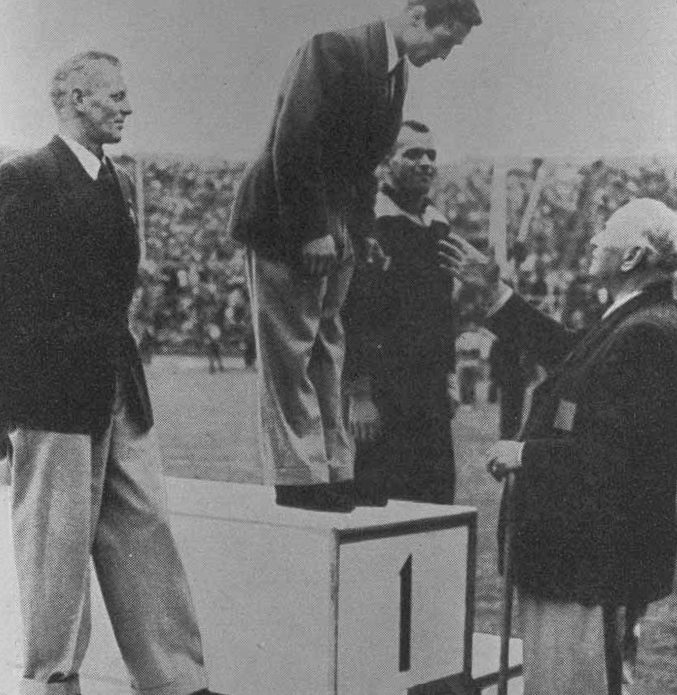
Siegerehrung im Ringen 1948: Auf Platz 1 Celal Atik
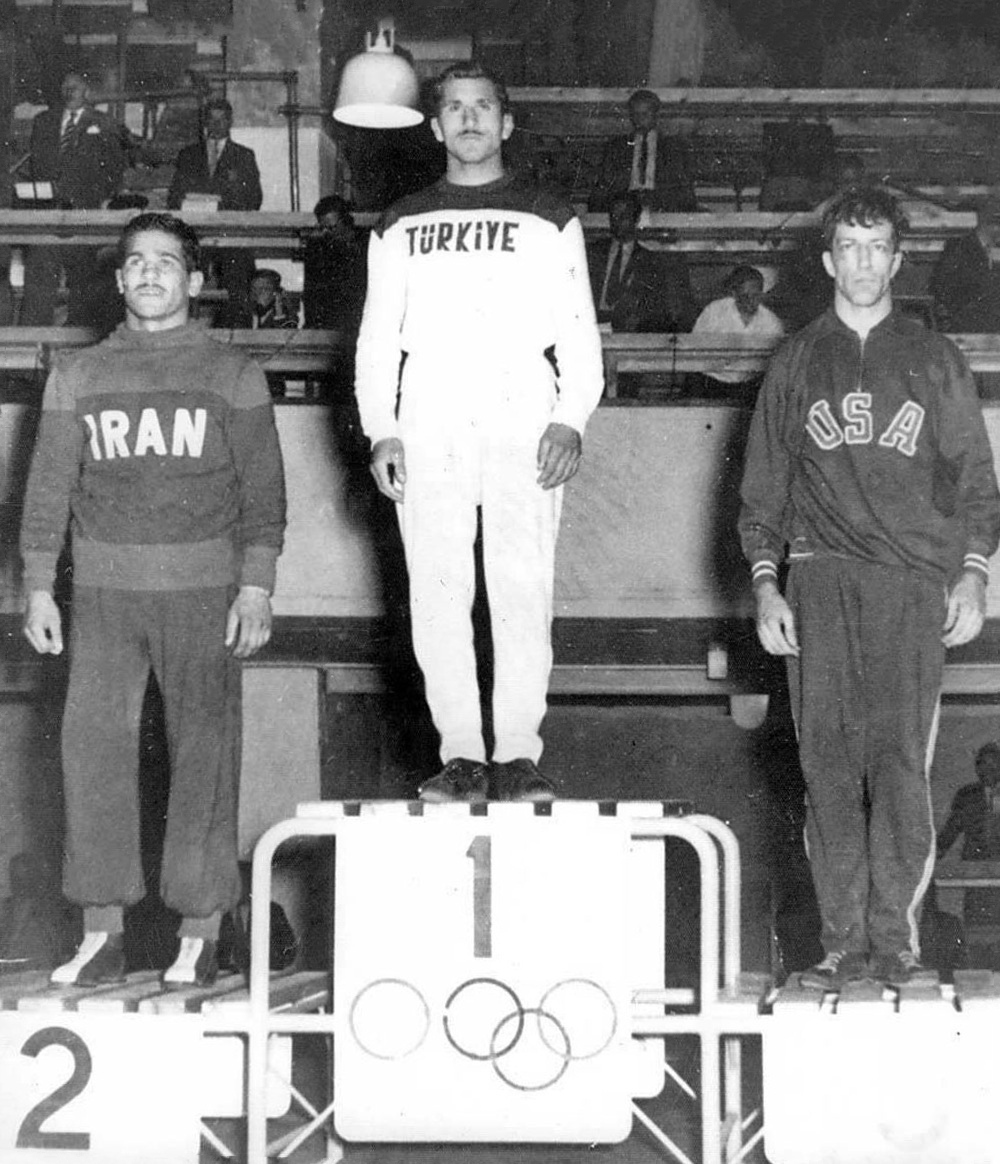
Olympiasieger Bayram Şit (Mitte) bei der Siegerehrung 1952
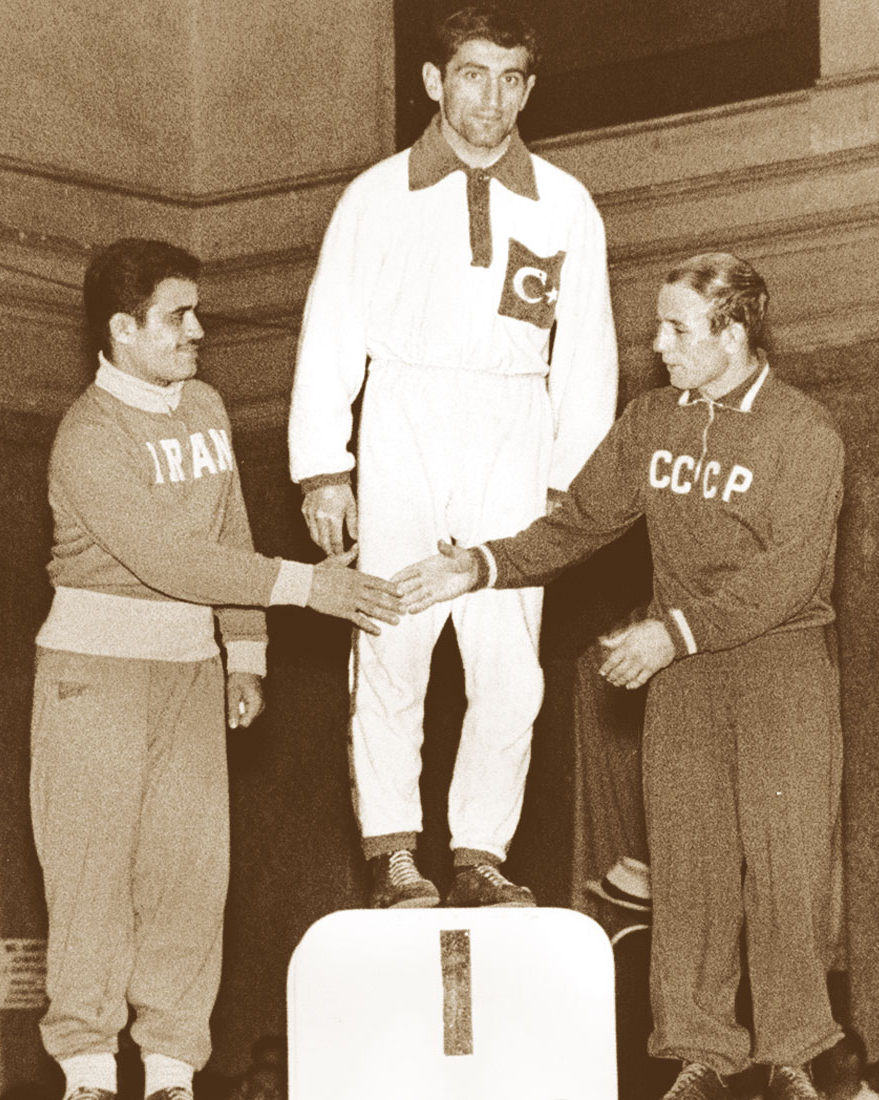
Mustafa Dağıstanlı, Olympiasieger 1956, bei der Siegerehrung
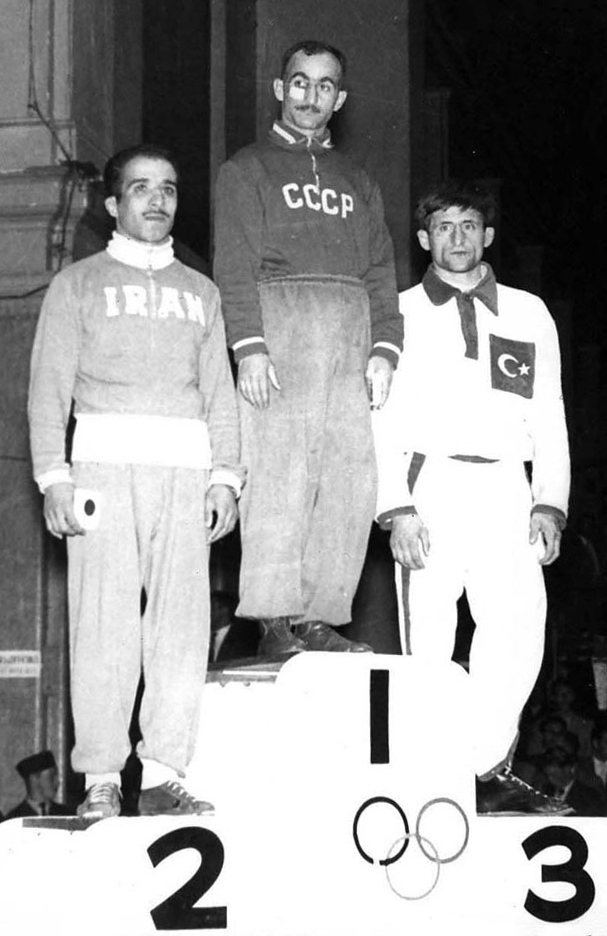
Siegerehrung im Ringen 1956: rechts Hüseyin Akbaş mit Bronze

#### 1960 bis 1996
1960 in Rom wurden die meisten Goldmedaillen gewonnen. Alle sieben Olympiasieger waren Ringer, auch die zwei Silbermedaillen, die zudem gewonnen wurden, wurden durch Ringer erkämpft. Im griechisch-römischen Stil wurden Müzahir Sille im Federgewicht, Mithat Bayrak im Weltergewicht und Tevfik Kış im Halbschwergewicht Olympiasieger. Im Freistil wurden Ahmet Bilek im Fliegengewicht, Mustafa Dağıstanlı im Federgewicht, Hasan Güngör im Mittelgewicht und İsmet Atlı im Halbschwergewicht Olympiasieger. Hinzu kamen Silbermedaillen durch İsmail Ogan im Weltergewicht und Hamit Kaplan im Schwergewicht. Bayrak und Dağıstanlı waren damit die ersten türkischen Athleten, die ihre Olympiasiege wiederholen konnten.
Auch 1964 sorgten die Ringer für die Medaillengewinne. Kâzım Ayvaz wurde Olympiasieger im Leichtgewicht des griechisch-römischen Stils. Im Freistil wurden İsmail Ogan im Weltergewicht Olympiasieger. Silber holten Hüseyin Akbaş im Bantamgewicht, Hasan Güngör im Mittelgewicht und Ahmet Ayık im Halbschwergewicht. Hamit Kaplan gewann Bronze Schwergewicht. 1968 in Mexiko-Stadt gewannen Freistilringer zwei Goldmedaillen. Olympiasieger wurden Mahmut Atalay im Weltergewicht und Ahmet Ayık im Halbschwergewicht. In der Leichtathletik wurde İsmail Akçay Vierter des Marathonlaufes.
1972 in München konnte nur Vehbi Akdağ im Federgewicht des Freistilringens eine Silbermedaille gewinnen. 1976 blieb die türkische Mannschaft das erste Mal nach 1928 medaillenlos. Der Freistilringer Mehmet Uzun erreichte im Mittelgewicht Platz 4. 1980 folgte die Türkei dem Boykottaufruf der USA und blieb den Sommerspielen von Moskau fern. 1984 in Los Angeles konnten dann wieder Medaillen gefeiert werden. Der Freistilringer Ayhan Taşkın gewann Bronze im Superschwergewicht, seine Teamkollegen Hayri Sezgin und Salih Bora belegten vierte Plätze. Sezgin trat im Freistil im Schwergewicht an, Bora im griechisch-römischen Stil im Halbfliegengewicht. Zwei Bronzemedaillen erkämpften sich die Boxer Eyüp Can im Fliegengewicht und Turgut Aykaç im Federgewicht.
1988 in Seoul wurde der Gewichtheber Naim Süleymanoğlu Olympiasieger im Federgewicht. Der Freistilringer Necmi Gençalp gewann Silber im Mittelgewicht. Im Bantamgewicht belegte Ahmet Ak Platz 4. Süleymanoğlu wiederholte 1992 in Barcelona seinen Olympiasieg, Ringer Akif Pirim siegte im Federgewicht des griechisch-römischen Stils. Im Halbschwergewicht gewann Hakkı Başar Silber, er unterlag im Finale dem Deutschen Maik Bullmann. Im Freistil gewann Kenan Şimşek Silber im Halbschwergewicht, Ali Kayalı gewann Bronze im Schwergewicht. Im Superschwergewicht wurde Mahmut Demir Vierter, ebenso Remzi Musaoğlu im Bantamgewicht. Eine weitere Bronzemedaille gewann die Judoka Hülya Şenyurt im Extraleichtgewicht, die damit die erste türkische Frau war, die eine Olympiamedaille gewinnen konnte.
In Atlanta 1996 wurde Naim Süleymanoğlu zum dritten Mal Olympiasieger im Gewichtheben. Damit war er der erste Türke, der drei Olympiasiege erreichte. Im Fliegengewicht siegte Halil Mutlu, im Mittelschwergewicht belegte Sunay Bulut Platz 4. Im Freistilringen wurde Mahmut Demir Olympiasieger im Superschwergewicht. Im griechisch-römischen Stil gewann Hamza Yerlikaya den Wettkampf im Mittelgewicht. Akif Pirim gewann Bronze im Federgewicht. Der Boxer Malik Beyleroğlu gewann Silber im Mittelgewicht. Bei den Bogenschützinnen wurde Elif Altınkaynak Vierte in der Einzelwertung. Auch mit der Mannschaft belegte sie den vierten Platz.

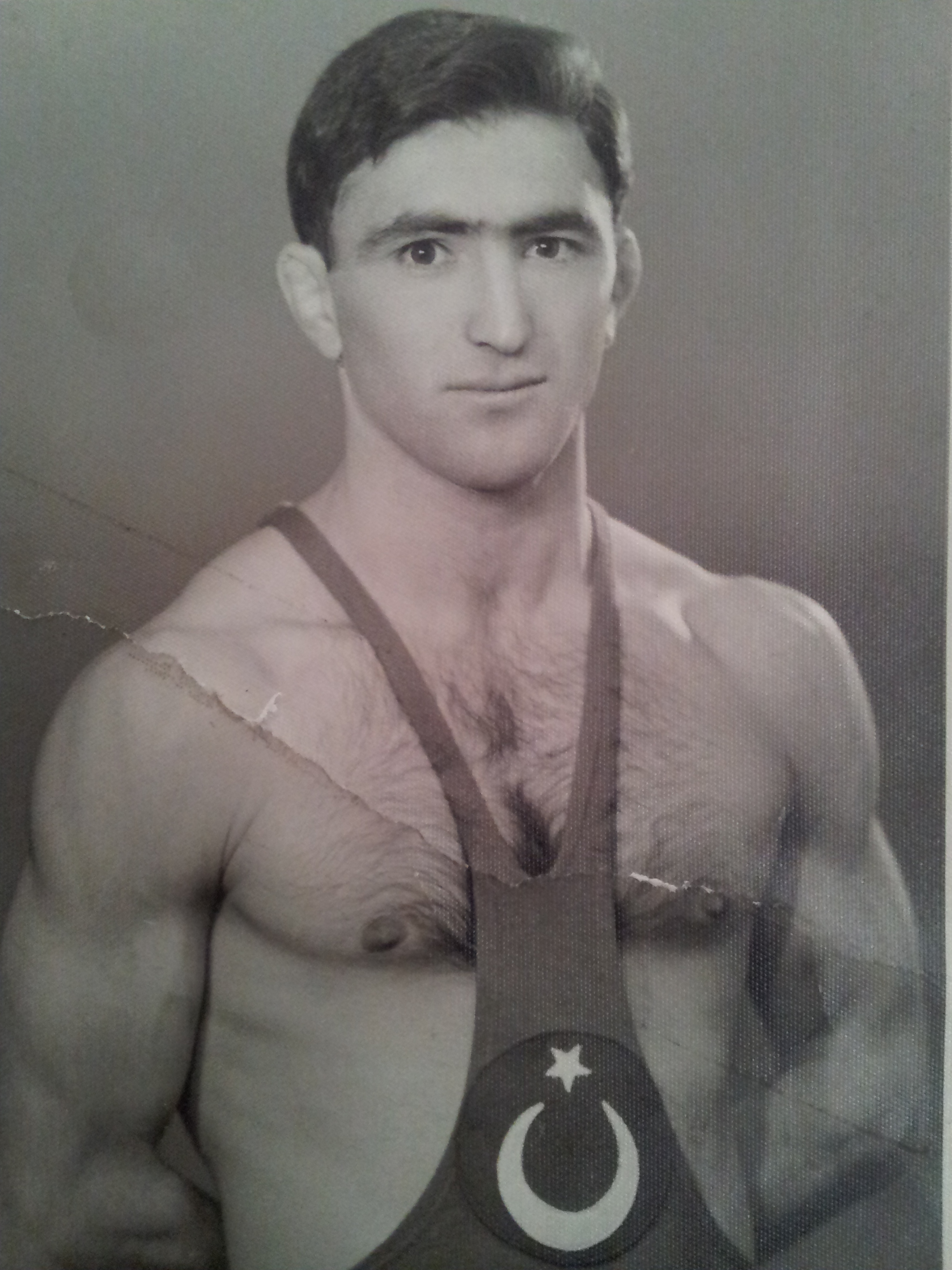
Ahmet Bilek, Olympiasieger 1960
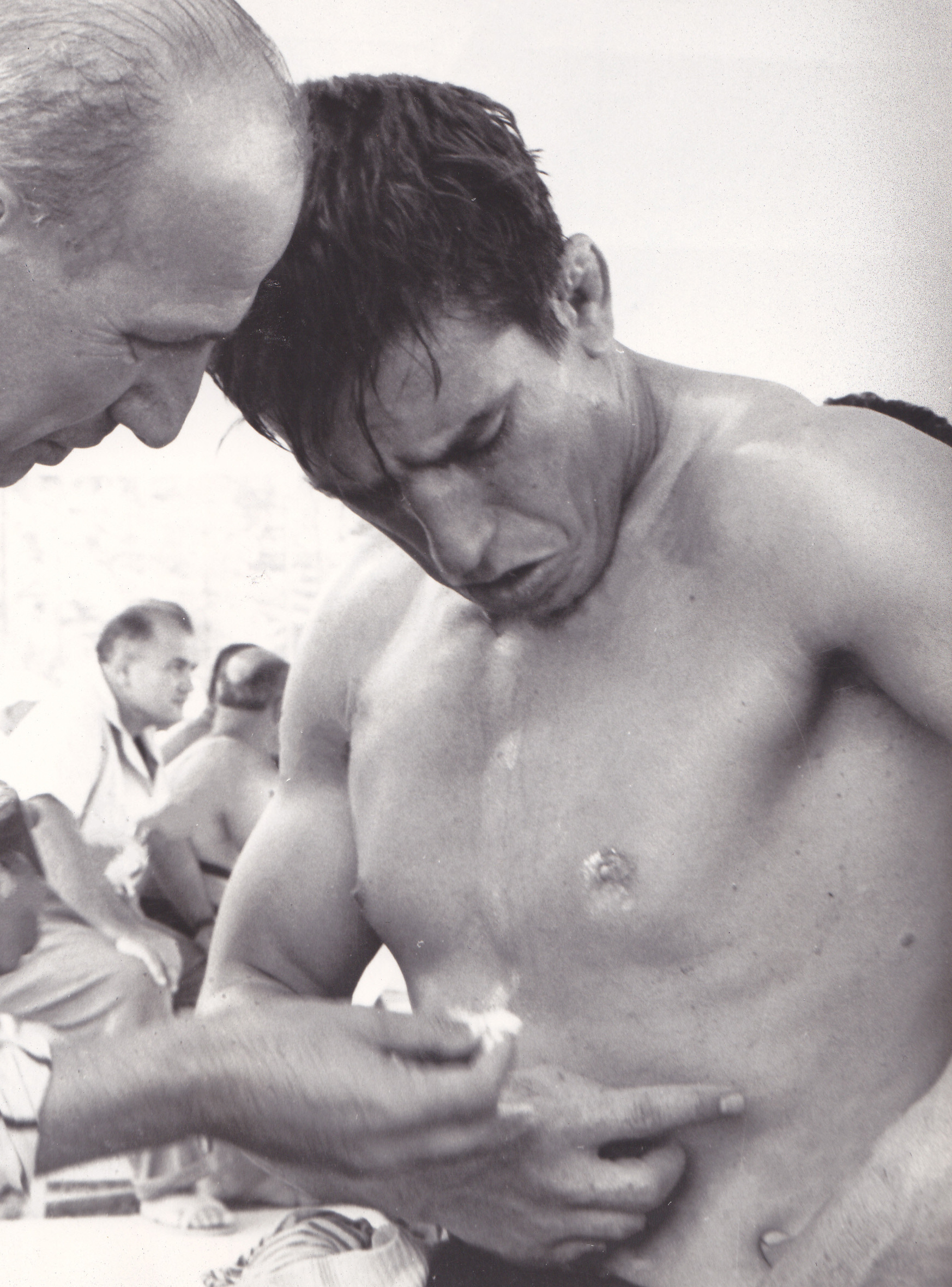
Hasan Güngör, Olympiasieger 1960
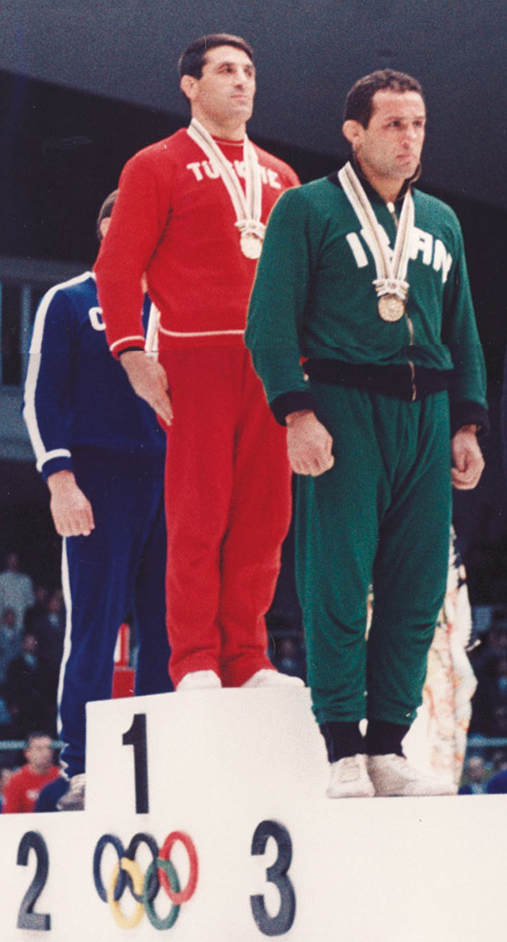
Olympiasieger İsmail Ogan (Mitte) bei der Siegerehrung 1964
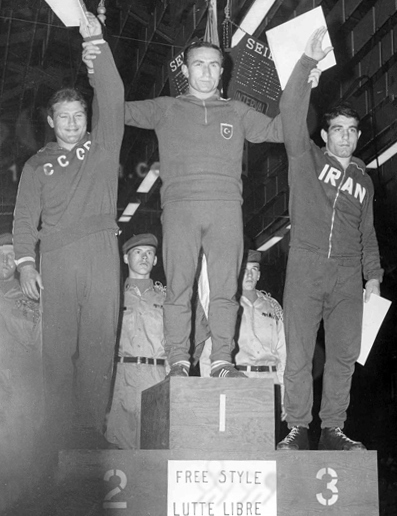
Siegerehrung 1968 mit Mahmut Atalay (Mitte) als Olympiasieger
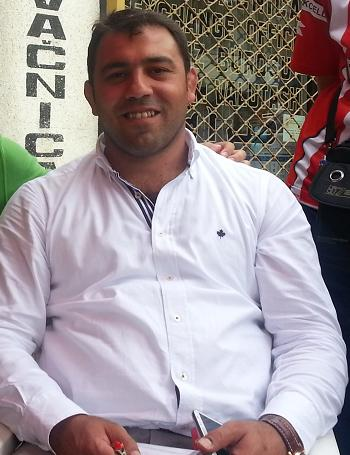
Hamza Yerlikaya, Olympiasieger von 1996 und 2000, im Jahr 2013

#### 2000 bis heute
In Sydney 2000 erzielten türkische Athleten fünf Medaillen. Olympiasieger wurden dabei der Gewichtheber Halil Mutlu im Bantamgewicht, der Judoka Hüseyin Ozkan im Halbleichtgewicht und der griechisch-römische Ringer Hamza Yerlikaya im Halbschwergewicht. Im Freistilringen erkämpfte sich Adem Bereket Bronze im Weltergewicht. Ebenfalls Bronze gewann die Taekwondoin Hamide Tosun im Federgewicht. Wie schon in Atlanta belegte das Team der Bogenschützinnen Platz 4. Im Match um Bronze unterlagen sie der deutschen Mannschaft mit 239:251. Die Männermannschaft belegte Platz 5.
2004 in Athen stellten die Gewichtheber alle Olympiasieger. Halil Mutlu wurde dabei zum dritten Mal in Folge Olympiasieger im Bantamgewicht, Sedat Artuç holte Bronze. Im Mittelgewicht siegte Taner Sağır. Reyhan Arabacıoğlu bekam nachträglich die Bronzemedaille zugesprochen, da der ursprüngliche Drittplatzierte, der Russe Oleg Perepetschonow wegen Dopings disqualifiziert wurde. Die dritte Goldmedaille gewann Nurcan Taylan im Fliegengewicht, die damit die erste Frau aus der Türkei ist, die Olympiasiegerin wurde. Der Taekwondoin Bahri Tanrıkulu gewann Silber im Weltergewicht, der Boxer Atagün Yalçınkaya im Halbfliegengewicht. Im griechisch-römischen Ringen gewann Şeref Eroğlu Silber im Weltergewicht. Bronze holte Mehmet Özal im Schwergewicht. Im Halbschwergewicht verlor Hamza Yerlikaya seinen Kampf und Bronze. Im Freistil kämpfte sich Aydın Polatçı zur Bronzemedaille im Schwergewicht. In der Leichtathletik wurde dem Hammerwerfer Eşref Apak die Bronzemedaille zugesprochen. Zuvor war der Ungar Adrián Annus, der ursprüngliche Sieger, disqualifiziert worden. Auch der türkische Verband hatte mittlerweile begonnen, ausländische Sportler einbürgern zu lassen, um sie dann bei internationalen Wettkämpfen für die Türkei antreten zu lassen. Beispiele in der Vergangenheit sind die Gewichtheber Naim Süleymanoğlu und Halil Mutlu, beides geborene Bulgaren. Nun wurden auch Leichtathleten aus Ostafrika angeworben. In Athen erreichte die gebürtige Äthiopierin Elvan Albeylegesse das Finale über 1500 Meter und wurde Achte.
2008 in Peking wurde Freistilringer Ramazan Şahin Olympiasieger im Weltergewicht. Sein Teamkamerad Nazmi Avluca hatte im Halbschwergewicht des griechisch-römischen Stils Bronze gewonnen. Im Taekwondo gewannen Azize Tanrıkulu Silber und Servet Tazegül Bronze jeweils im Federgewicht. Eine Bronzemedaille gewann der Boxer Yakup Kılıç im Federgewicht. Die Gewichtheberin Sibel Özkan musste ihre Silbermedaille im Fliegengewicht zurückgeben, nachdem sie des Dopings überführt und disqualifiziert worden war. Die Leichtathletin Elvan Albeylegesse gewann über 5000 Meter Silber, ihre Mannschaftskollegin Alemitu Bekele, ebenfalls gebürtige Äthiopierin, wurde Siebte. Auch über 10.000 Meter holte Albeylegesse Silber. Beide Medaillen wurden ihr jedoch aberkannt, nachdem sie 2017 nachträglich des Dopings überführt und disqualifiziert wurde.
Die Spiele von London 2012 wurden aus türkischer Sicht von zwei Dopingfällen in der Leichtathletik überschattet. Im Finale des 1500-Meter-Laufes hatte es einen überraschenden Doppelsieg türkischer Läuferinnen gegeben. Aslı Çakır Alptekin gewann das Rennen vor Gamze Bulut. 2015 wurde Alptekin des Dopings überführt und disqualifiziert, Bulut wurde daraufhin neue Olympiasiegerin. 2016 wies ihr biologischer Pass Unregelmäßigkeiten auf, Bulut wurde gesperrt und ebenfalls disqualifiziert. So verblieben der türkischen Mannschaft nur noch drei Medaillen. Taekwondoin Servet Tazegül wurde Olympiasieger im Federgewicht. Im Weltergewicht der Frauen holte Nur Tatar Silber. Der Ringer Rıza Kayaalp gewann im Schwergewicht des griechisch-römischen Stils Bronze. Männliche Mittel- und Langstreckenläufer konnten drei Finalteilnahmen verbuchen. Über 1500 Meter belegte der gebürtige Kenianer İlham Tanui Özbilen Platz 8, Polat Kemboi Arıkan, ebenfalls Kenianer, wurde Zehnter über 10.000 Meter. Ein weiterer gebürtiger Kenianer, Tarık Langat Akdağ, belegte über 3000 Meter Hindernis Platz 9. Im Gewichtheben wurde Hurşit Atak Fünfter im Federgewicht. Bei den Frauen belegte Nurdan Karagöz Platz 5 im Fliegengewicht. Im Mittelgewicht wurde Sibel Şimşek nachträglich disqualifiziert. Şimşek, ursprünglich Vierte, war zwischenzeitlich die Bronzemedaille zugesprochen worden, nachdem die Siegerin Maija Manesa aus Kasachstan disqualifiziert worden war.
In Rio de Janeiro 2016 gewannen türkische Sportler acht Medaillen, fünf davon im Ringen. Ein kompletter Medaillensatz ging an die Freistilringer. Olympiasieger wurde Taha Akgül im Superschwergewicht, Selim Yaşar gewann Silber im Mittelgewicht und Soner Demirtaş Bronze im Weltergewicht. Zwei Medaillen wurden im griechisch-römischen Stil gewonnen. Rıza Kayaalp gewann Silber im Superschwergewicht, Cenk İldem Bronze im Halbschwergewicht. Im Gewichtheben gewann Daniyar Ismaiyilov Silber im Leichtgewicht. Nur Tatar, Taekwondoin im Weltergewicht, gewann mit Bronze ihre zweite olympische Medaille. In der Leichtathletik lief Yasmani Copello zur Bronzemedaille über 400 Meter Hürden. Yasemin Can wurde über 5000 Meter Sechste und über 10.000 Meter Siebte.

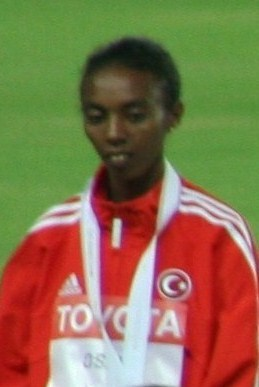
Elvan Abeylegesse
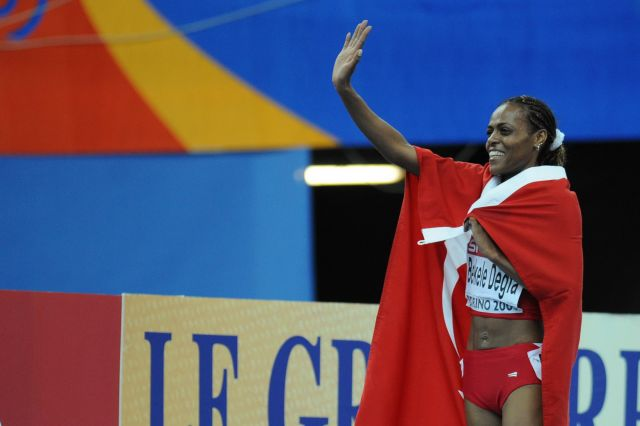
Alemitu Bekele
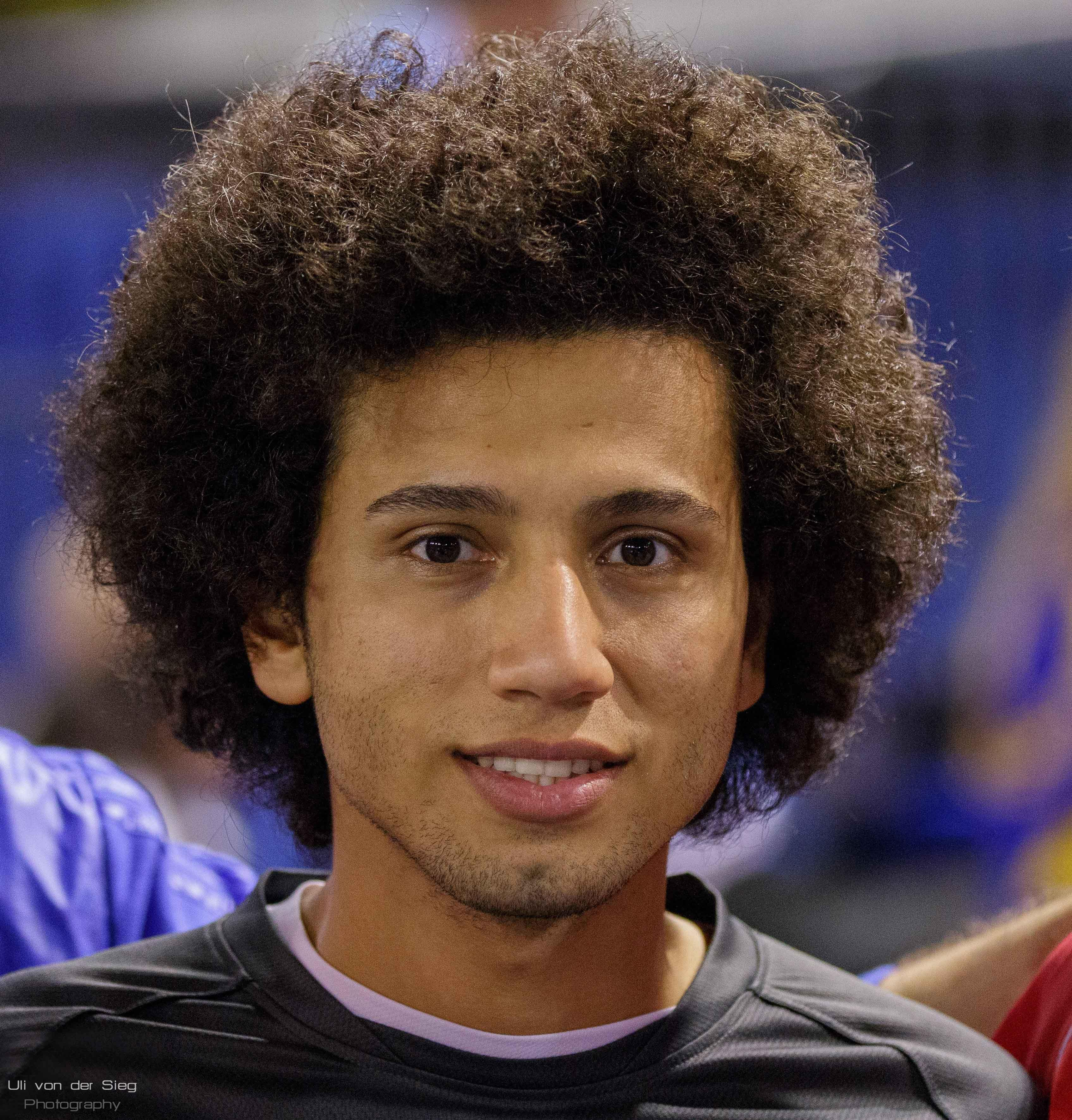
Servet Tazegül, Bronze 2008, Olympiasieger 2012
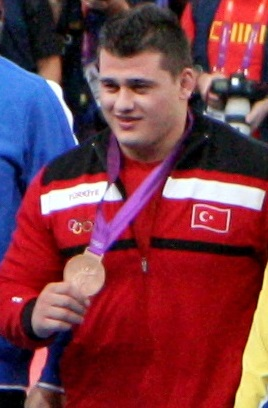
Rıza Kayaalp mit seiner Bronzemedaille bei der Siegerehrung 2012, 2016 gewann er Silber
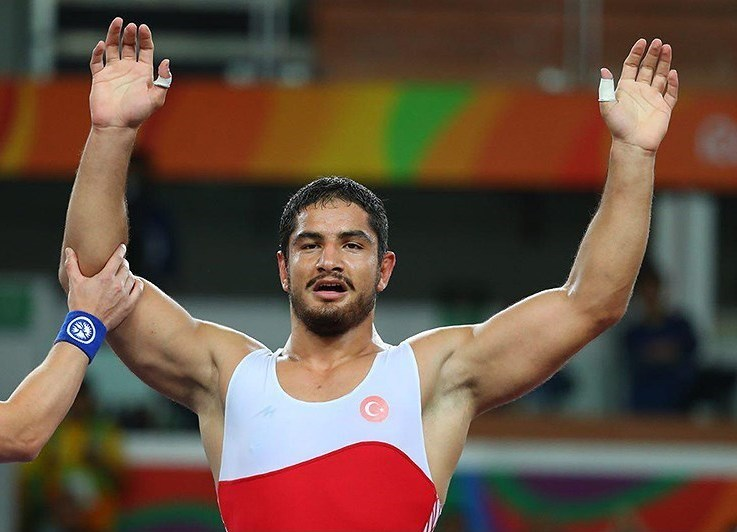
Taha Akgül, Olympiasieger 2016
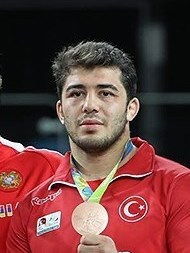
Cenk İldem, Bronze 2016
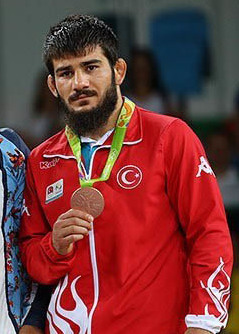
Soner Demirtaş, Bronze 2016
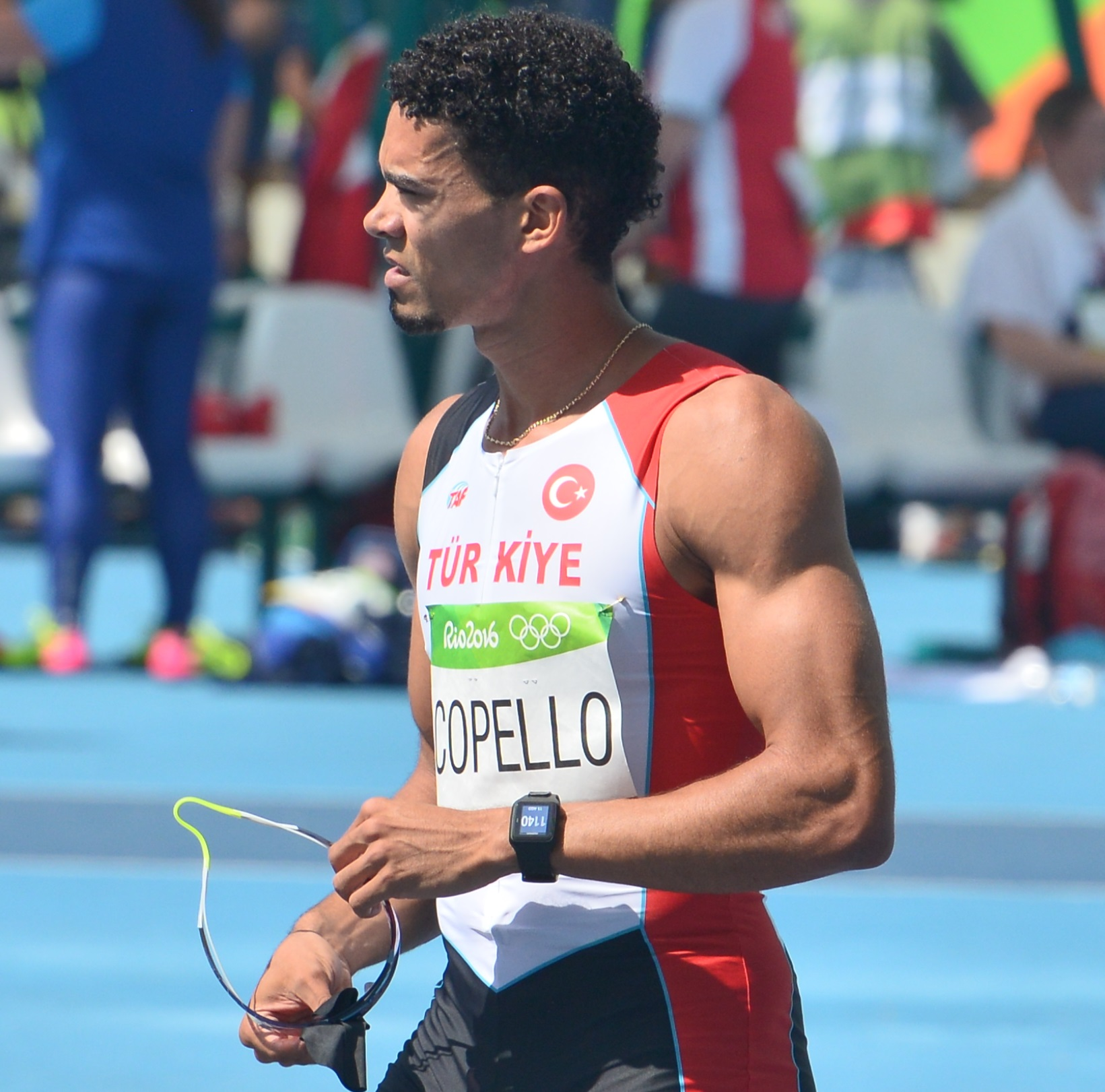
Yasmani Copello, Bronze 2016
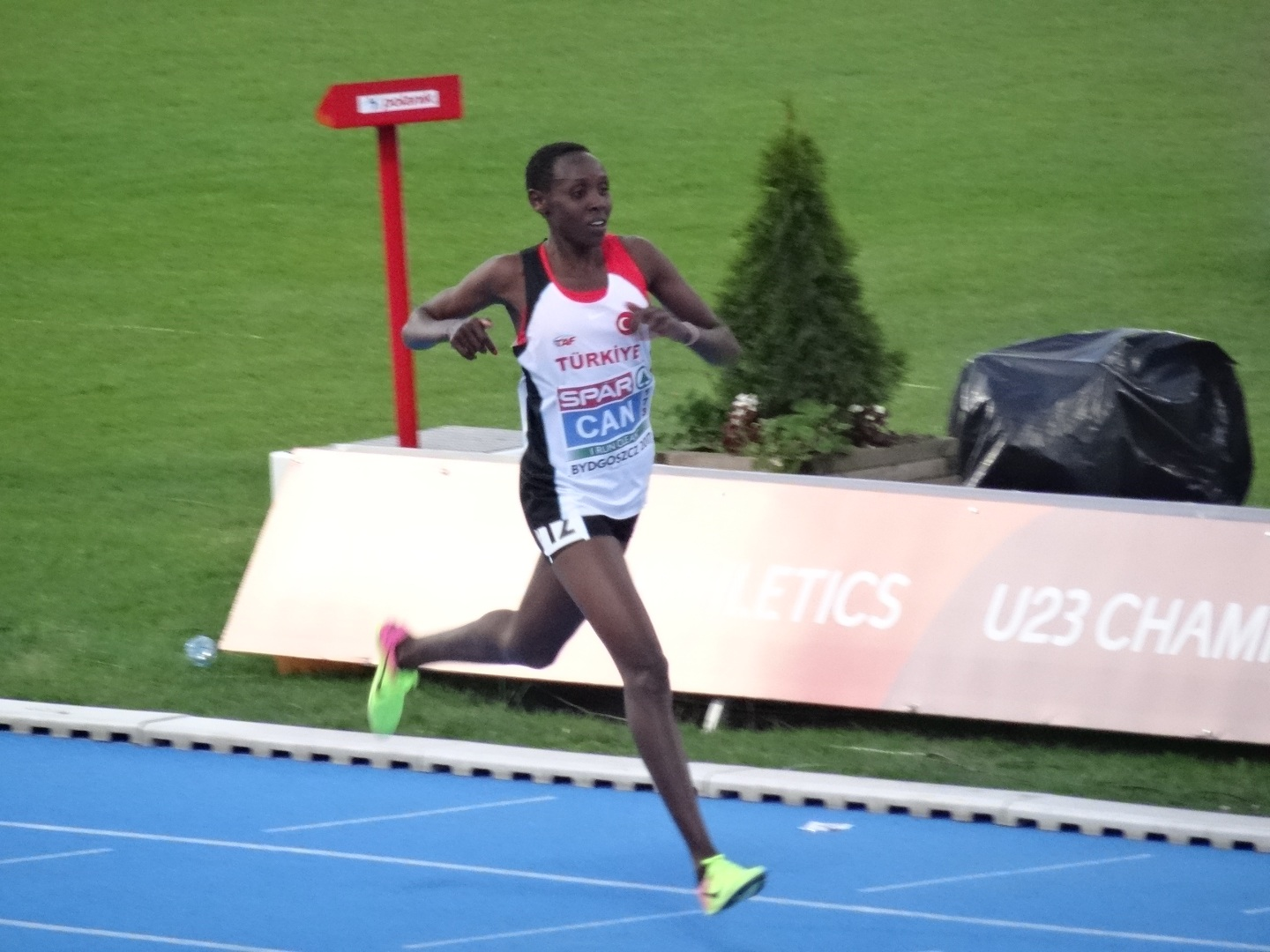
Yasemin Can

### Winterspiele
Die ersten türkischen Wintersportler nahmen an den Winterspielen 1936 teil. Die sechs Athleten gingen im alpinen Skisport und im Skilanglauf an den Start. Erste Winterolympioniken der Türkei waren am 7. Februar 1936 die alpinen Skirennfahrer Nazım Aslangil, Reşat Erceş, Ülker Pamir und Mahmut Şevket. Die erste Türkin bei Winterspielen nahm erst am 15. Februar 2002 teil, als die Skilangläuferin Kelime Çetinkaya im Skiathlon antrat. 2006 in Turin nahm erstmals eine türkische Eiskunstläuferin teil, 2018 in Pyeongchang ein türkischer Skispringer.

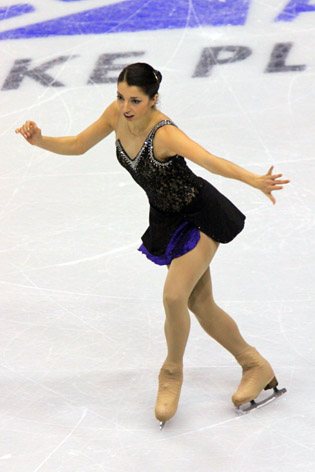
Die Eiskunstläuferin Tuğba Karademir
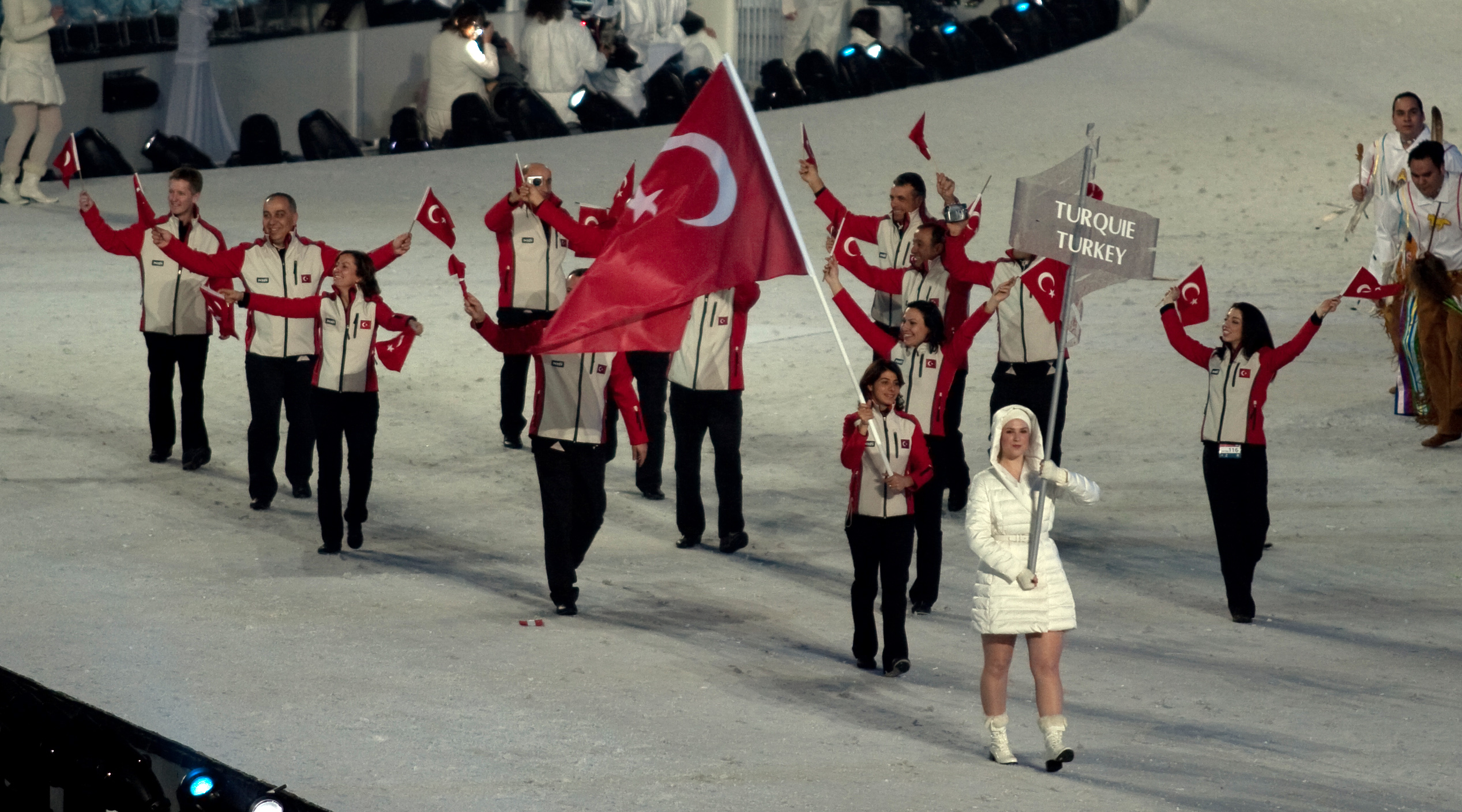
Einmarsch der türkischen Mannschaft 2010 in Vancouver mit Kelime Çetinkaya als Flaggenträgerin
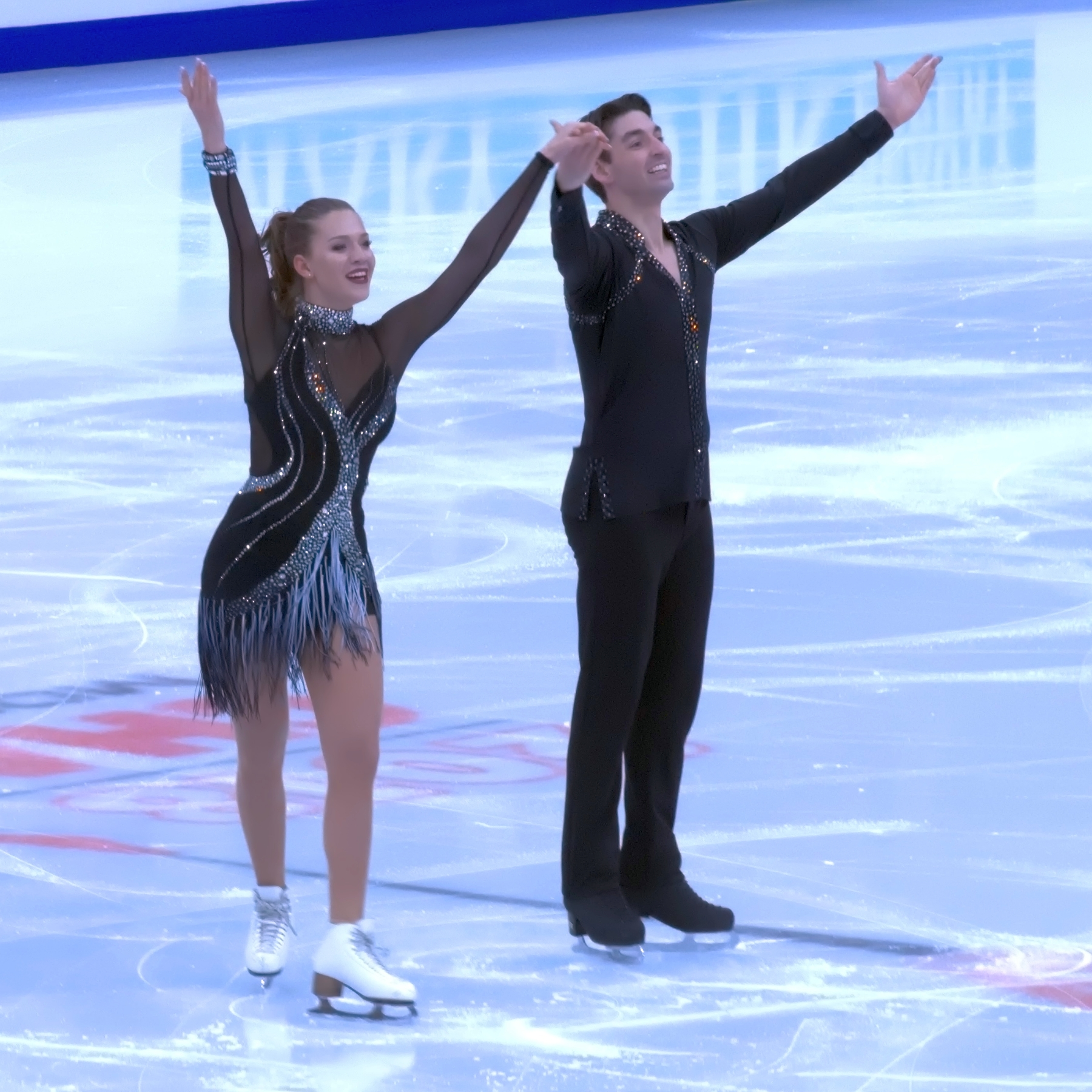
Das Eistanzpaar Alisa Agafonova und Alper Uçar
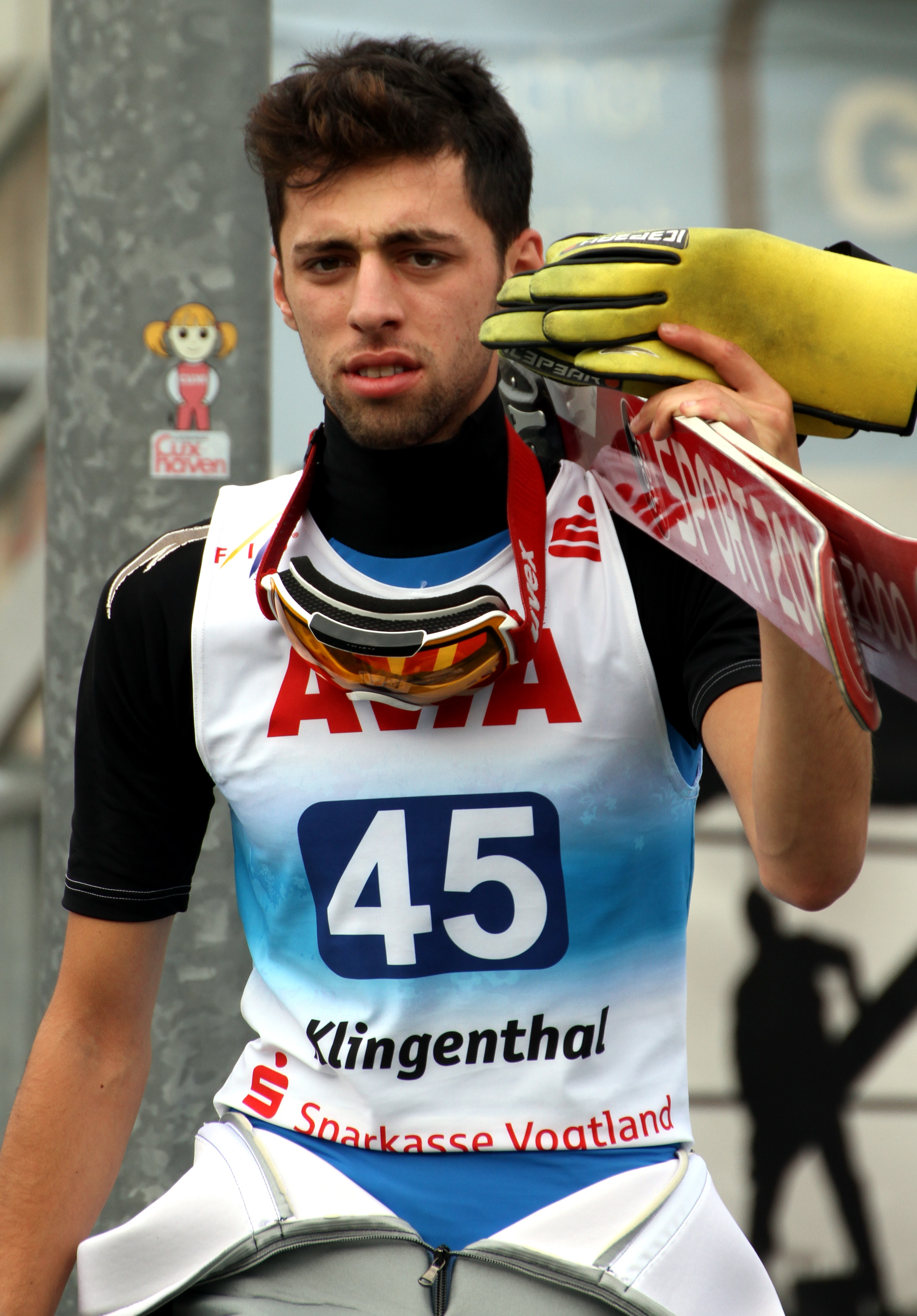
Der Skispringer Fatih Arda İpcioğlu

### Zwischenspiele
Der Leichtathlet Vahram Papazyan, der 1912 der erste belegte Olympionike der Türkei wurde, trat als einziger Teilnehmer bei den Olympischen Zwischenspielen von 1906 in Athen an. Sowohl über 800 als auch über 1500 Meter schied er jeweils in der ersten Runde aus.

### Kunstwettbewerbe
Der Künstler Mehmet Saıp reichte für die Kunstwettbewerbe der Olympischen Sommerspiele 1932 seiner Werke Football und Sailing ein, konnte sich jedoch nicht platzieren.
1948 stellte der Architekt Tarık Egrilmez sein Projekt Indoor Tennis Court for 10,000 Persons for International Matches ein, konnte sich jedoch ebenfalls nicht platzieren.

### Jugendspiele

#### Jugend-Sommerspiele
Bei den ersten Jugend-Sommerspielen 2010 in Singapur nahmen 55 jugendliche Athleten, 26 Jungen und 29 Mädchen, teil. Insgesamt wurden zehn Medaillen gewonnen, eine Gold-, drei Silber- und sechs Bronzemedaillen. Jugend-Olympiasieger wurde der Freistilringer Resul Kalaycı, der im Halbschwergewicht gewann. Silber gewannen der griechisch-römische Ringer Musa Gedik im Halbschwergewicht, der Boxer Burak Akşın im Halbschwergewicht sowie der Turner Ferhat Arıcan im Sprung. Bronze ging an das Fußballteam der Mädchen, die das Spiel um den dritten Platz gegen Iran mit 3:0 gewannen. Weitere Bronzemedaillen gewannen der Freistilringer Mehmet Ali Daylak im Bantamgewicht, der Boxer Ümitcan Patır im Schwergewicht, der Taekwondoin Berkcan Süngü im Leichtgewicht, die Taekwondoin Şeyma Tuncer im Fliegengewicht sowie der Gewichtheber Emre Büyükünlü im Bantamgewicht. Drei weitere Medaillen wurden durch türkische Athleten als Teil gemischter Mannschaften gewonnen. Diese Medaillen werden in der türkischen Medaillenbilanz nicht berücksichtigt. Der Fechter Tevfik Babaoğlu gewann mit der Mannschaft Europe 2 Silber. Mit ihrem Partner Abdul Jaffar aus Singapur gewann die Bogenschützin Begünhan Ünsal Bronze. Ebenfalls Bronze gewann der Judoka Batuhan Efemgil mit der Mannschaft Tokyo.
Bei den zweiten Jugend-Sommerspielen, die 2014 in Nanjing durchgeführt wurden, nahmen 41 jugendliche Türken teil, 20 Jungen und 21 Mädchen. Mit einer Gold-, drei Silber- und sechs Bronzemedaillen war die Medaillenausbeute exakt die gleich wie vier Jahre zuvor. Jugend-Olympiasieger wurde die Judoka Melisa Çakmaklı im Fliegengewicht. Silber gewannen die Taekwondoin Fatma Sarıdoğan im Mittelgewicht, der griechisch-römische Ringer Fatih Aslan im Fliegengewicht und die Freistilringerin Tuğba Kılıç im Schwergewicht. Bronze ging an den Ruderzweier der Jungen, den Boxer Adem Avcı im Weltergewicht, die Boxerin Neriman Istik im Leichtgewicht, den Judoka Oğuzhan Karaca im Fliegengewicht, den Freistilringer Cabbar Duyum im Fliegengewicht und dem Taekwondoin Talha Bayram im Schwergewicht.

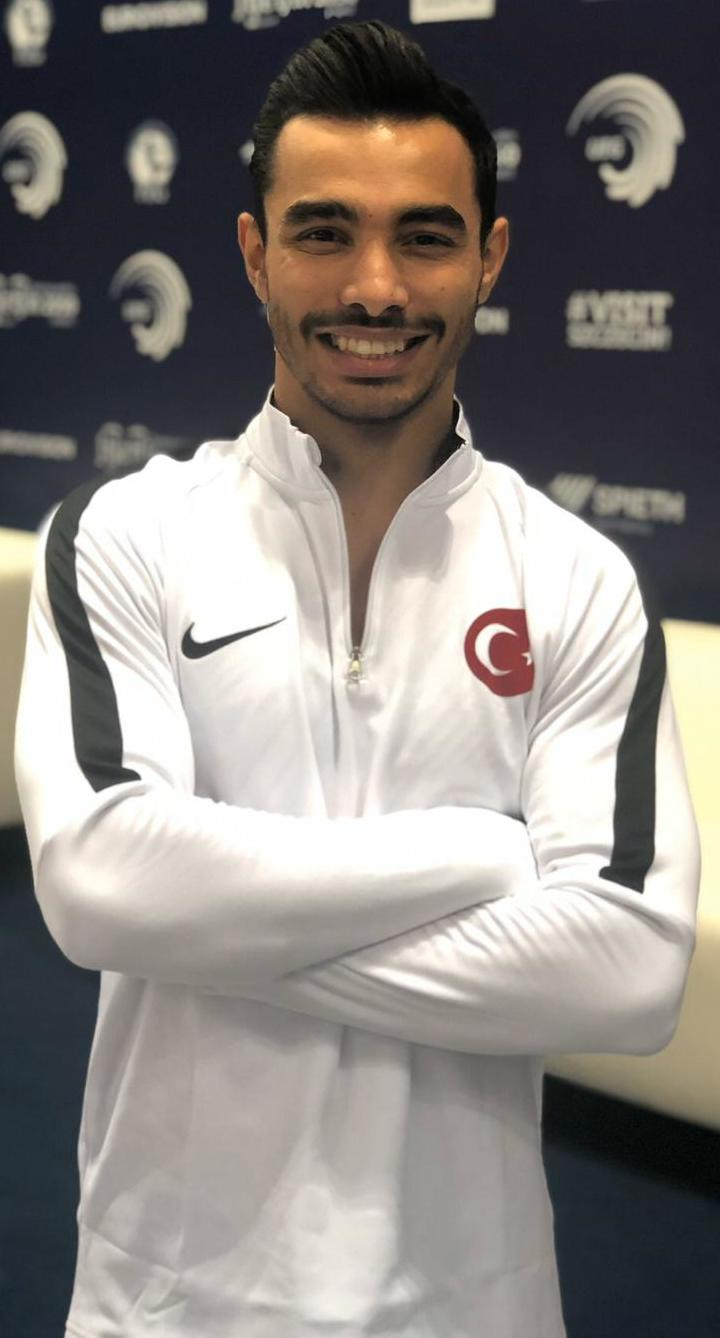
Ferhat Arıcan, Silber 2010
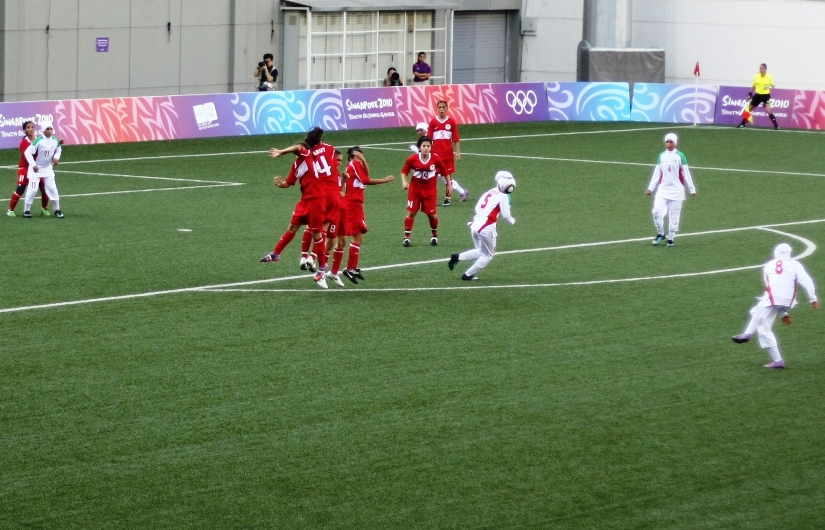
Szene aus dem Spiel um Bronze 2010 zwischen Türkei (rot) und den Iranerinnen
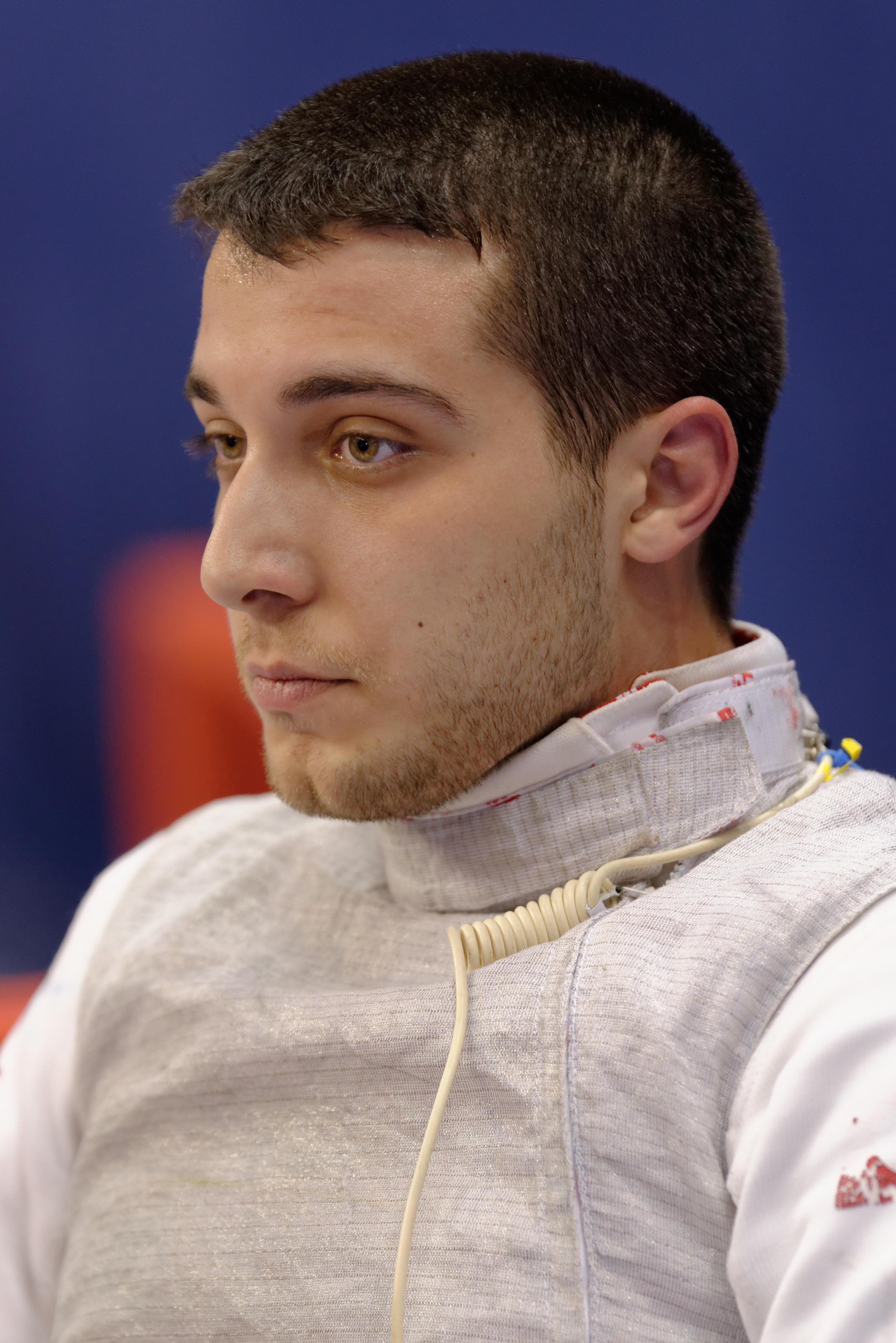
Der Fechter Tevfik Babaoğlu gewann 2010 Bronze mit einer gemischten Mannschaft

#### Jugend-Winterspiele
Bei den Jugend-Winterspielen 2012 in Innsbruck gingen vier Jugendliche, drei Jungen und ein Mädchen, an den Start. Sie traten im alpinen Skisport, im Skilanglauf und im Skispringen an.
2016 in Lillehammer nahmen 13 Jugendliche, acht Jungen und fünf Mädchen, teil. Sie waren im alpinen Skisport, Skilanglauf, Skispringen, Snowboarding, Rodeln und Curling vertreten. Die Curlingmannschaft, zwei Jungen und zwei Mädchen. verloren in der Vorrunde gegen die Schweiz mit 3:7, konnten sich aber über einen mit 6:5 gewonnenen Tiebreaker gegen Italien, für das Viertelfinale qualifizieren. Hier unterlagen sie Kanada mit 2:10.

## IOC-Mitglied
Seit 2008 ist der Augenarzt und Sportfunktionär Uğur Erdener IOC-Mitglied. Er ist Vorsitzender der medizinischen Kommission und seit 2016 IOC-Vizepräsident. Zudem ist er der IOC-Repräsentant der Welt-Anti-Doping-Agentur.

## Übersicht der Teilnehmer

### Sommerspiele
| Jahr      | Athleten                           | Athleten                           | Athleten                           | Flaggenträger                      | Sportarten                         | Sportarten                         | Sportarten                         | Sportarten                         | Sportarten                         | Sportarten                         | Sportarten                         | Sportarten                         | Sportarten                         | Sportarten                         | Sportarten                         | Sportarten                         | Sportarten                         | Sportarten                         | Sportarten                         | Sportarten                         | Sportarten                         | Sportarten                         | Sportarten                         | Sportarten                         | Sportarten                         | Sportarten                         | Sportarten                         | Sportarten                         | Medaillen                          | Medaillen                          | Medaillen                          | Medaillen                          | Medaillen                          |
| Jahr      | Gesamt                             | m                                  | w                                  | Flaggenträger                      | Leichtathletik                     | Ringen                             | Gewichtheben                       | Fechten                            | Fußball                            | Radsport                           | Basketball                         | Reiten                             | Segeln                             | Schwimmen                          | Boxen                              | Schießen                           | Judo                               | Wasserspringen                     | Bogenschießen                      | Rudern                             | Taekwondo                          | Tischtennis                        | badminton                          | Turnen                             | Volleyball                         | Kanusport                          | Moderner Fünfkampf                 | Tennis                             |                                    |                                    |                                    | Gesamt                             | Rang                               |
| --------- | ---------------------------------- | ---------------------------------- | ---------------------------------- | ---------------------------------- | ---------------------------------- | ---------------------------------- | ---------------------------------- | ---------------------------------- | ---------------------------------- | ---------------------------------- | ---------------------------------- | ---------------------------------- | ---------------------------------- | ---------------------------------- | ---------------------------------- | ---------------------------------- | ---------------------------------- | ---------------------------------- | ---------------------------------- | ---------------------------------- | ---------------------------------- | ---------------------------------- | ---------------------------------- | ---------------------------------- | ---------------------------------- | ---------------------------------- | ---------------------------------- | ---------------------------------- | ---------------------------------- | ---------------------------------- | ---------------------------------- | ---------------------------------- | ---------------------------------- |
| 1896–1904 | nicht teilgenommen                 | nicht teilgenommen                 | nicht teilgenommen                 | nicht teilgenommen                 | nicht teilgenommen                 | nicht teilgenommen                 | nicht teilgenommen                 | nicht teilgenommen                 | nicht teilgenommen                 | nicht teilgenommen                 | nicht teilgenommen                 | nicht teilgenommen                 | nicht teilgenommen                 | nicht teilgenommen                 | nicht teilgenommen                 | nicht teilgenommen                 | nicht teilgenommen                 | nicht teilgenommen                 | nicht teilgenommen                 | nicht teilgenommen                 | nicht teilgenommen                 | nicht teilgenommen                 | nicht teilgenommen                 | nicht teilgenommen                 | nicht teilgenommen                 | nicht teilgenommen                 | nicht teilgenommen                 | nicht teilgenommen                 | nicht teilgenommen                 | nicht teilgenommen                 | nicht teilgenommen                 | nicht teilgenommen                 | nicht teilgenommen                 |
| 1908      | 1                                  | 1                                  | 0                                  |                                    |                                    |                                    |                                    |                                    |                                    |                                    |                                    |                                    |                                    |                                    |                                    |                                    |                                    |                                    |                                    |                                    |                                    |                                    |                                    | 1                                  |                                    |                                    |                                    |                                    |                                    |                                    |                                    |                                    |                                    |
| 1912      | 2                                  | 2                                  | 0                                  |                                    | 2                                  |                                    |                                    |                                    |                                    |                                    |                                    |                                    |                                    |                                    |                                    |                                    |                                    |                                    |                                    |                                    |                                    |                                    |                                    |                                    |                                    |                                    |                                    |                                    |                                    |                                    |                                    |                                    |                                    |
| 1920      | nicht teilgenommen                 | nicht teilgenommen                 | nicht teilgenommen                 | nicht teilgenommen                 | nicht teilgenommen                 | nicht teilgenommen                 | nicht teilgenommen                 | nicht teilgenommen                 | nicht teilgenommen                 | nicht teilgenommen                 | nicht teilgenommen                 | nicht teilgenommen                 | nicht teilgenommen                 | nicht teilgenommen                 | nicht teilgenommen                 | nicht teilgenommen                 | nicht teilgenommen                 | nicht teilgenommen                 | nicht teilgenommen                 | nicht teilgenommen                 | nicht teilgenommen                 | nicht teilgenommen                 | nicht teilgenommen                 | nicht teilgenommen                 | nicht teilgenommen                 | nicht teilgenommen                 | nicht teilgenommen                 | nicht teilgenommen                 | nicht teilgenommen                 | nicht teilgenommen                 | nicht teilgenommen                 | nicht teilgenommen                 | nicht teilgenommen                 |
| 1924      | 22                                 | 22                                 | 0                                  |                                    | 4                                  | 5                                  | 1                                  | 1                                  | 11                                 |                                    |                                    |                                    |                                    |                                    |                                    |                                    |                                    |                                    |                                    |                                    |                                    |                                    |                                    |                                    |                                    |                                    |                                    |                                    |                                    |                                    |                                    |                                    |                                    |
| 1928      | 31                                 | 31                                 | 0                                  |                                    | 5                                  | 6                                  | 1                                  | 4                                  | 11                                 | 4                                  |                                    |                                    |                                    |                                    |                                    |                                    |                                    |                                    |                                    |                                    |                                    |                                    |                                    |                                    |                                    |                                    |                                    |                                    |                                    |                                    |                                    |                                    |                                    |
| 1932      | Teilnahme nur in Kunstwettbewerben | Teilnahme nur in Kunstwettbewerben | Teilnahme nur in Kunstwettbewerben | Teilnahme nur in Kunstwettbewerben | Teilnahme nur in Kunstwettbewerben | Teilnahme nur in Kunstwettbewerben | Teilnahme nur in Kunstwettbewerben | Teilnahme nur in Kunstwettbewerben | Teilnahme nur in Kunstwettbewerben | Teilnahme nur in Kunstwettbewerben | Teilnahme nur in Kunstwettbewerben | Teilnahme nur in Kunstwettbewerben | Teilnahme nur in Kunstwettbewerben | Teilnahme nur in Kunstwettbewerben | Teilnahme nur in Kunstwettbewerben | Teilnahme nur in Kunstwettbewerben | Teilnahme nur in Kunstwettbewerben | Teilnahme nur in Kunstwettbewerben | Teilnahme nur in Kunstwettbewerben | Teilnahme nur in Kunstwettbewerben | Teilnahme nur in Kunstwettbewerben | Teilnahme nur in Kunstwettbewerben | Teilnahme nur in Kunstwettbewerben | Teilnahme nur in Kunstwettbewerben | Teilnahme nur in Kunstwettbewerben | Teilnahme nur in Kunstwettbewerben | Teilnahme nur in Kunstwettbewerben | Teilnahme nur in Kunstwettbewerben | Teilnahme nur in Kunstwettbewerben | Teilnahme nur in Kunstwettbewerben | Teilnahme nur in Kunstwettbewerben | Teilnahme nur in Kunstwettbewerben | Teilnahme nur in Kunstwettbewerben |
| 1936      | 48                                 | 46                                 | 2                                  | Saim Polatkan                      |                                    | 11                                 |                                    |                                    | 11                                 | 4                                  | 8                                  | 4                                  | 3                                  |                                    |                                    |                                    |                                    |                                    |                                    |                                    |                                    |                                    |                                    |                                    |                                    |                                    |                                    |                                    | 1                                  |                                    | 1                                  | 2                                  | 19                                 |
| 1948      | 57                                 | 56                                 | 1                                  |                                    | 13                                 | 16                                 |                                    | 6                                  | 12                                 | 4                                  |                                    | 6                                  |                                    |                                    |                                    |                                    |                                    |                                    |                                    |                                    |                                    |                                    |                                    |                                    |                                    |                                    |                                    |                                    | 6                                  | 4                                  | 2                                  | 12                                 | 7                                  |
| 1952      | 51                                 | 51                                 | 0                                  |                                    | 13                                 | 15                                 |                                    |                                    | 12                                 |                                    | 11                                 |                                    |                                    |                                    |                                    |                                    |                                    |                                    |                                    |                                    |                                    |                                    |                                    |                                    |                                    |                                    |                                    |                                    | 2                                  |                                    | 1                                  | 3                                  | 16                                 |
| 1956      | 19                                 | 19                                 | 0                                  | Hamit Kaplan nur in Melbourne      |                                    | 13                                 |                                    |                                    |                                    |                                    |                                    | 6                                  |                                    |                                    |                                    |                                    |                                    |                                    |                                    |                                    |                                    |                                    |                                    |                                    |                                    |                                    |                                    |                                    | 3                                  | 2                                  | 2                                  | 7                                  | 12                                 |
| 1960      | 49                                 | 46                                 | 3                                  | Nuri Turan                         | 13                                 | 16                                 |                                    |                                    | 14                                 |                                    |                                    | 3                                  | 1                                  | 2                                  |                                    |                                    |                                    |                                    |                                    |                                    |                                    |                                    |                                    |                                    |                                    |                                    |                                    |                                    | 7                                  | 2                                  |                                    | 9                                  | 6                                  |
| 1964      | 23                                 | 23                                 | 0                                  | Çetin Şahiner                      | 4                                  | 15                                 | 1                                  |                                    |                                    |                                    |                                    |                                    | 3                                  |                                    |                                    |                                    |                                    |                                    |                                    |                                    |                                    |                                    |                                    |                                    |                                    |                                    |                                    |                                    | 2                                  | 3                                  | 1                                  | 6                                  | 16                                 |
| 1968      | 29                                 | 29                                 | 0                                  | Gürbüz Lü                          | 4                                  | 16                                 |                                    |                                    |                                    |                                    |                                    |                                    |                                    |                                    | 6                                  | 3                                  |                                    |                                    |                                    |                                    |                                    |                                    |                                    |                                    |                                    |                                    |                                    |                                    | 2                                  |                                    |                                    | 2                                  | 21                                 |
| 1972      | 43                                 | 42                                 | 1                                  | Gıyasettin Yılmaz                  | 3                                  | 15                                 | 2                                  | 4                                  |                                    | 6                                  |                                    |                                    |                                    | 2                                  | 7                                  | 4                                  |                                    |                                    |                                    |                                    |                                    |                                    |                                    |                                    |                                    |                                    |                                    |                                    |                                    | 1                                  |                                    | 1                                  | 33                                 |
| 1976      | 27                                 | 26                                 | 1                                  |                                    | 2                                  | 11                                 | 2                                  |                                    |                                    | 1                                  |                                    |                                    |                                    |                                    | 3                                  | 3                                  | 3                                  | 2                                  |                                    |                                    |                                    |                                    |                                    |                                    |                                    |                                    |                                    |                                    |                                    |                                    |                                    |                                    |                                    |
| 1980      | nicht teilgenommen                 | nicht teilgenommen                 | nicht teilgenommen                 | nicht teilgenommen                 | nicht teilgenommen                 | nicht teilgenommen                 | nicht teilgenommen                 | nicht teilgenommen                 | nicht teilgenommen                 | nicht teilgenommen                 | nicht teilgenommen                 | nicht teilgenommen                 | nicht teilgenommen                 | nicht teilgenommen                 | nicht teilgenommen                 | nicht teilgenommen                 | nicht teilgenommen                 | nicht teilgenommen                 | nicht teilgenommen                 | nicht teilgenommen                 | nicht teilgenommen                 | nicht teilgenommen                 | nicht teilgenommen                 | nicht teilgenommen                 | nicht teilgenommen                 | nicht teilgenommen                 | nicht teilgenommen                 | nicht teilgenommen                 | nicht teilgenommen                 | nicht teilgenommen                 | nicht teilgenommen                 | nicht teilgenommen                 | nicht teilgenommen                 |
| 1984      | 46                                 | 45                                 | 1                                  | Mehmet Yurdadön                    | 5                                  | 16                                 | 4                                  | 2                                  |                                    |                                    |                                    |                                    | 2                                  | 4                                  | 6                                  | 2                                  | 3                                  |                                    | 2                                  |                                    |                                    |                                    |                                    |                                    |                                    |                                    |                                    |                                    |                                    |                                    | 3                                  | 3                                  | 40                                 |
| 1988      | 41                                 | 36                                 | 5                                  | Necmi Gençalp                      | 4                                  | 12                                 | 5                                  |                                    |                                    |                                    |                                    |                                    | 2                                  | 2                                  | 4                                  | 2                                  | 4                                  |                                    | 6                                  |                                    |                                    |                                    |                                    |                                    |                                    |                                    |                                    |                                    | 1                                  | 1                                  |                                    | 2                                  | 27                                 |
| 1992      | 41                                 | 36                                 | 5                                  | Kerem Ersü                         | 2                                  | 15                                 | 6                                  |                                    |                                    |                                    |                                    |                                    | 2                                  | 3                                  | 1                                  | 1                                  | 4                                  |                                    | 6                                  | 1                                  |                                    |                                    |                                    |                                    |                                    |                                    |                                    |                                    | 2                                  | 2                                  | 2                                  | 6                                  | 23                                 |
| 1996      | 53                                 | 44                                 | 9                                  | Derya Büyükuncu                    | 3                                  | 13                                 | 9                                  |                                    |                                    |                                    |                                    |                                    | 5                                  | 4                                  | 8                                  | 2                                  | 6                                  |                                    | 4                                  |                                    |                                    |                                    |                                    |                                    |                                    |                                    |                                    |                                    | 4                                  | 1                                  | 1                                  | 6                                  | 19                                 |
| 2000      | 57                                 | 42                                 | 15                                 | Hamza Yerlikaya                    | 5                                  | 12                                 | 7                                  |                                    |                                    |                                    |                                    |                                    | 4                                  | 7                                  | 9                                  | 2                                  | 3                                  |                                    | 6                                  |                                    | 1                                  |                                    |                                    |                                    |                                    |                                    |                                    |                                    | 3                                  |                                    | 2                                  | 5                                  | 26                                 |
| 2004      | 64                                 | 44                                 | 20                                 | Ali Enver Adakan                   | 13                                 | 12                                 | 9                                  |                                    |                                    |                                    |                                    |                                    | 5                                  | 9                                  | 7                                  | 1                                  | 3                                  |                                    | 4                                  |                                    | 1                                  |                                    |                                    |                                    |                                    |                                    |                                    |                                    | 3                                  | 3                                  | 5                                  | 11                                 | 22                                 |
| 2008      | 67                                 | 48                                 | 19                                 | Mehmet Özal                        | 15                                 | 13                                 | 6                                  |                                    |                                    | 1                                  |                                    |                                    | 6                                  | 11                                 | 5                                  | 1                                  | 1                                  |                                    | 2                                  |                                    | 4                                  | 2                                  |                                    |                                    |                                    |                                    |                                    |                                    | 1                                  | 1                                  | 3                                  | 5                                  | 42                                 |
| 2012      | 112                                | 48                                 | 64                                 | Neslihan Demir                     | 31                                 | 13                                 | 9                                  |                                    |                                    | 3                                  | 12                                 |                                    | 5                                  | 6                                  | 6                                  | 5                                  | 2                                  |                                    | 1                                  |                                    | 3                                  | 2                                  | 1                                  | 1                                  | 12                                 |                                    |                                    |                                    | 1                                  | 1                                  | 1                                  | 3                                  | 46                                 |
| 2016      | 103                                | 55                                 | 48                                 | Rıza Kayaalp                       | 29                                 | 14                                 | 4                                  | 1                                  |                                    | 2                                  | 11                                 | 1                                  | 6                                  | 4                                  | 6                                  | 4                                  | 4                                  |                                    | 2                                  | 2                                  | 2                                  | 2                                  | 1                                  | 2                                  |                                    | 1                                  | 1                                  | 1                                  | 1                                  | 3                                  | 4                                  | 8                                  | 41                                 |
| 2020      | 106                                | 56                                 | 50                                 | Merve Tuncel/Berke Saka            | 16                                 | 6                                  | 2                                  | 1                                  |                                    | 2                                  |                                    |                                    | 8                                  | 11                                 | 6                                  | 4                                  | 6                                  |                                    | 2                                  | 1                                  | 5                                  |                                    | 1                                  | 5                                  | 12                                 |                                    | 1                                  |                                    | 2                                  | 2                                  | 9                                  | 13                                 | 35                                 |
| Gesamt    | Gesamt                             | Gesamt                             | Gesamt                             | Gesamt                             | Gesamt                             | Gesamt                             | Gesamt                             | Gesamt                             | Gesamt                             | Gesamt                             | Gesamt                             | Gesamt                             | Gesamt                             | Gesamt                             | Gesamt                             | Gesamt                             | Gesamt                             | Gesamt                             | Gesamt                             | Gesamt                             | Gesamt                             | Gesamt                             | Gesamt                             | Gesamt                             | Gesamt                             | Gesamt                             | Gesamt                             | Gesamt                             | 39                                 | 24                                 | 28                                 | 91                                 | 27                                 |

### Winterspiele
| Jahr      | Athleten           | Athleten           | Athleten           | Flaggenträger             | Sportarten         | Sportarten         | Sportarten         | Sportarten         | Sportarten         | Medaillen          | Medaillen          | Medaillen          | Medaillen          | Medaillen          |
| Jahr      | Gesamt             | m                  | w                  | Flaggenträger             | Ski Alpin          | Skilanglauf        | Eiskunstlauf       | Skispringen        |                    |                    |                    |                    | Gesamt             | Rang               |
| --------- | ------------------ | ------------------ | ------------------ | ------------------------- | ------------------ | ------------------ | ------------------ | ------------------ | ------------------ | ------------------ | ------------------ | ------------------ | ------------------ | ------------------ |
| 1924–1932 | nicht teilgenommen | nicht teilgenommen | nicht teilgenommen | nicht teilgenommen        | nicht teilgenommen | nicht teilgenommen | nicht teilgenommen | nicht teilgenommen | nicht teilgenommen | nicht teilgenommen | nicht teilgenommen | nicht teilgenommen | nicht teilgenommen | nicht teilgenommen |
| 1936      | 6                  | 6                  | 0                  | Mehmut Karman             | 4                  | 4                  |                    |                    |                    |                    |                    |                    |                    |                    |
| 1948      | 4                  | 4                  | 0                  |                           | 4                  |                    |                    |                    |                    |                    |                    |                    |                    |                    |
| 1952      | nicht teilgenommen | nicht teilgenommen | nicht teilgenommen | nicht teilgenommen        | nicht teilgenommen | nicht teilgenommen | nicht teilgenommen | nicht teilgenommen | nicht teilgenommen | nicht teilgenommen | nicht teilgenommen | nicht teilgenommen | nicht teilgenommen | nicht teilgenommen |
| 1956      | 4                  | 4                  | 0                  |                           | 4                  |                    |                    |                    |                    |                    |                    |                    |                    |                    |
| 1960      | 2                  | 2                  | 0                  |                           | 2                  |                    |                    |                    |                    |                    |                    |                    |                    |                    |
| 1964      | 5                  | 5                  | 0                  |                           | 5                  |                    |                    |                    |                    |                    |                    |                    |                    |                    |
| 1968      | 11                 | 11                 | 0                  |                           | 7                  | 4                  |                    |                    |                    |                    |                    |                    |                    |                    |
| 1972      | nicht teilgenommen | nicht teilgenommen | nicht teilgenommen | nicht teilgenommen        | nicht teilgenommen | nicht teilgenommen | nicht teilgenommen | nicht teilgenommen | nicht teilgenommen | nicht teilgenommen | nicht teilgenommen | nicht teilgenommen | nicht teilgenommen | nicht teilgenommen |
| 1976      | 9                  | 9                  | 0                  |                           | 4                  | 5                  |                    |                    |                    |                    |                    |                    |                    |                    |
| 1980      | nicht teilgenommen | nicht teilgenommen | nicht teilgenommen | nicht teilgenommen        | nicht teilgenommen | nicht teilgenommen | nicht teilgenommen | nicht teilgenommen | nicht teilgenommen | nicht teilgenommen | nicht teilgenommen | nicht teilgenommen | nicht teilgenommen | nicht teilgenommen |
| 1984      | 7                  | 7                  | 0                  |                           | 4                  | 3                  |                    |                    |                    |                    |                    |                    |                    |                    |
| 1988      | 8                  | 8                  | 0                  | Abdullah Yılmaz           | 4                  | 4                  |                    |                    |                    |                    |                    |                    |                    |                    |
| 1992      | 8                  | 8                  | 0                  |                           | 4                  | 4                  |                    |                    |                    |                    |                    |                    |                    |                    |
| 1994      | 1                  | 1                  | 0                  | Mithat Yıldırım           |                    | 1                  |                    |                    |                    |                    |                    |                    |                    |                    |
| 1998      | 1                  | 1                  | 0                  | Arif Alaftargil           | 1                  |                    |                    |                    |                    |                    |                    |                    |                    |                    |
| 2002      | 3                  | 2                  | 1                  | Atakan Alaftargil         | 1                  | 2                  |                    |                    |                    |                    |                    |                    |                    |                    |
| 2006      | 6                  | 3                  | 3                  | Tuğba Karademir           | 2                  | 3                  | 1                  |                    |                    |                    |                    |                    |                    |                    |
| 2010      | 5                  | 2                  | 3                  | Kelime Çetinkaya          | 2                  | 2                  | 1                  |                    |                    |                    |                    |                    |                    |                    |
| 2014      | 6                  | 3                  | 3                  | Alper Uçar                | 2                  | 2                  | 2                  |                    |                    |                    |                    |                    |                    |                    |
| 2018      | 8                  | 5                  | 3                  | Fatih Arda İpcioğlu       | 2                  | 3                  | 2                  | 1                  |                    |                    |                    |                    |                    |                    |
| 2022      | 7                  | 4                  | 3                  | Furkan Akar/Ayşenur Duman | 2                  | 3                  |                    | 1                  | 1                  |                    |                    |                    |                    |                    |
| Gesamt    | Gesamt             | Gesamt             | Gesamt             | Gesamt                    | Gesamt             | Gesamt             | Gesamt             | Gesamt             |                    | 1                  | 3                  | 4                  | 8                  | 27                 |

## Liste der Medaillengewinner

### Goldmedaillen
| Name               | Spiele              | Sportart      | Disziplin                              | Anmerkung                              |
| ------------------ | ------------------- | ------------- | -------------------------------------- | -------------------------------------- |
| Yaşar Erkan        | 1936 Berlin         | Ringen        | Federgewicht, griechisch-römisch       | erster Olympiasieg und Medaillengewinn |
| Mehmet Oktav       | 1948 London         | Ringen        | Federgewicht, griechisch-römisch       |                                        |
| Ahmet Kireççi      | 1948 London         | Ringen        | Superschwergewicht, griechisch-römisch |                                        |
| Nasuh Akar         | 1948 London         | Ringen        | Bantamgewicht, Freistil                |                                        |
| Gazanfer Bilge     | 1948 London         | Ringen        | Federgewicht, Freistil                 |                                        |
| Celal Atik         | 1948 London         | Ringen        | Leichtgewicht, Freistil                |                                        |
| Yaşar Doğu         | 1948 London         | Ringen        | Weltergewicht, Freistil                |                                        |
| Hasan Gemici       | 1952 Helsinki       | Ringen        | Fliegengewicht, Freistil               |                                        |
| Bayram Şit         | 1952 Helsinki       | Ringen        | Federgewicht, Freistil                 |                                        |
| Mustafa Dağıstanlı | 1956 Melbourne      | Ringen        | Bantamgewicht, Freistil                |                                        |
| Hamit Kaplan       | 1956 Melbourne      | Ringen        | Schwergewicht, Freistil                |                                        |
| Rıza Doğan         | 1956 Melbourne      | Ringen        | Leichtgewicht, griechisch-römisch      |                                        |
| Ahmet Bilek        | 1960 Rom            | Ringen        | Fliegengewicht, Freistil               |                                        |
| Mustafa Dağıstanlı | 1960 Rom            | Ringen        | Federgewicht, Freistil                 |                                        |
| Hasan Güngör       | 1960 Rom            | Ringen        | Mittelgewicht, Freistil                |                                        |
| İsmet Atlı         | 1960 Rom            | Ringen        | Halbschwergewicht, Freistil            |                                        |
| Müzahir Sille      | 1960 Rom            | Ringen        | Federgewicht, griechisch-römisch       |                                        |
| Tevfik Kış         | 1960 Rom            | Ringen        | Halbschwergewicht, griechisch-römisch  |                                        |
| İsmail Ogan        | 1964 Tokio          | Ringen        | Weltergewicht, Freistil                |                                        |
| Kâzım Ayvaz        | 1964 Tokio          | Ringen        | Leichtgewicht, griechisch-römisch      |                                        |
| Mahmut Atalay      | 1968 Mexiko-Stadt   | Ringen        | Weltergewicht, Freistil                |                                        |
| Ahmet Ayık         | 1968 Mexiko-Stadt   | Ringen        | Halbschwergewicht, Freistil            |                                        |
| Naim Süleymanoğlu  | 1988 Seoul          | Gewichtheben  | Federgewicht                           |                                        |
| Naim Süleymanoğlu  | 1992 Barcelona      | Gewichtheben  | Federgewicht                           |                                        |
| Halil Mutlu        | 1996 Atlanta        | Gewichtheben  | Fliegengewicht                         |                                        |
| Naim Süleymanoğlu  | 1996 Atlanta        | Gewichtheben  | Federgewicht                           |                                        |
| Mahmut Demir       | 1996 Atlanta        | Ringen        | Superschwergewicht, Freistil           |                                        |
| Hamza Yerlikaya    | 1996 Atlanta        | Ringen        | Mittelgewicht, griechisch-römisch      |                                        |
| Hamza Yerlikaya    | 2000 Sydney         | Ringen        | Halbschwergewicht, griechisch-römisch  |                                        |
| Halil Mutlu        | 2000 Sydney         | Gewichtheben  | Bantamgewicht                          |                                        |
| Hüseyin Özkan      | 2000 Sydney         | Judo          | Halbleichtgewicht                      |                                        |
| Halil Mutlu        | 2004 Athen          | Gewichtheben  | Bantamgewicht                          |                                        |
| Taner Sağır        | 2004 Athen          | Gewichtheben  | Mittelgewicht                          |                                        |
| Nurcan Taylan      | 2004 Athen          | Gewichtheben  | Fliegengewicht                         |                                        |
| Ramazan Şahin      | 2008 Peking         | Ringen        | Weltergewicht, Freistil                |                                        |
| Servet Tazegül     | 2012 London         | Taekwondo     | Federgewicht                           |                                        |
| Taha Akgül         | 2016 Rio de Janeiro | Ringen        | Superschwergewicht, Freistil           |                                        |
| Mete Gazoz         | 2020 Tokio          | Bogenschießen | Einzel                                 |                                        |
| Busenaz Sürmeneli  | 2020 Tokio          | Boxen         | Weltergewicht bis 69 kg                |                                        |

### Silbermedaillen
| Name               | Spiele              | Sportart     | Disziplin                              | Anmerkung           |
| ------------------ | ------------------- | ------------ | -------------------------------------- | ------------------- |
| Halit Balamir      | 1948 London         | Ringen       | Fliegengewicht, Freistil               |                     |
| Adil Candemir      | 1948 London         | Ringen       | Mittelgewicht, Freistil                |                     |
| Kenan Olcay        | 1948 London         | Ringen       | Fliegengewicht, griechisch-römisch     |                     |
| Muhlis Tayfur      | 1948 London         | Ringen       | Mittelgewicht, griechisch-römisch      |                     |
| İbrahim Zengin     | 1956 Melbourne      | Ringen       | Weltergewicht, Freistil                |                     |
| Rıza Doğan         | 1956 Melbourne      | Ringen       | Leichtgewicht, griechisch-römisch      |                     |
| İsmail Ogan        | 1960 Rom            | Ringen       | Weltergewicht, Freistil                |                     |
| Hamit Kaplan       | 1960 Rom            | Ringen       | Schwergewicht, Freistil                |                     |
| Hüseyin Akbaş      | 1964 Tokio          | Ringen       | Bantamgewicht, Freistil                |                     |
| Hasan Güngör       | 1964 Tokio          | Ringen       | Mittelgewicht, Freistil                |                     |
| Ahmet Ayık         | 1964 Tokio          | Ringen       | Halbschwergewicht, Freistil            |                     |
| Vehbi Akdağ        | 1972 München        | Ringen       | Federgewicht, Freistil                 |                     |
| Necmi Gençalp      | 1988 Seoul          | Ringen       | Mittelgewicht, Freistil                |                     |
| Kenan Şimşek       | 1992 Barcelona      | Ringen       | Halbschwergewicht, Freistil            |                     |
| Hakkı Başar        | 1992 Barcelona      | Ringen       | Halbschwergewicht, griechisch-römisch  |                     |
| Malik Beyleroğlu   | 1996 Atlanta        | Boxen        | Mittelgewicht                          |                     |
| Atagün Yalçınkaya  | 2004 Athen          | Boxen        | Halbfliegengewicht                     |                     |
| Şeref Eroğlu       | 2004 Athen          | Ringen       | Weltergewicht, griechisch-römisch      |                     |
| Bahri Tanrıkulu    | 2004 Athen          | Taekwondo    | Weltergewicht                          | Bruder von Azize    |
| Azize Tanrıkulu    | 2008 Peking         | Taekwondo    | Federgewicht                           | Schwester von Bahri |
| Nur Tatar          | 2012 London         | Taekwondo    | Weltergewicht                          |                     |
| Selim Yaşar        | 2016 Rio de Janeiro | Ringen       | Halbschwergewicht, Freistil            |                     |
| Rıza Kayaalp       | 2016 Rio de Janeiro | Ringen       | Superschwergewicht, griechisch-römisch |                     |
| Daniyar İsmayilov  | 2016 Rio de Janeiro | Gewichtheben | Leichtgewicht                          |                     |
| Buse Naz Çakıroğlu | 2020 Tokio          | Boxen        | Fliegengewicht bis 51 kg               |                     |
| Eray Şamdan        | 2020 Tokio          | Karate       | Kumite                                 |                     |

### Bronzemedaillen
| Name                | Spiele              | Sportart       | Disziplin                              | Anmerkung |
| ------------------- | ------------------- | -------------- | -------------------------------------- | --------- |
| Ahmet Kireççi       | 1936 Berlin         | Ringen         | Mittelgewicht, Freistil                |           |
| Halil Kaya          | 1948 London         | Ringen         | Bantamgewicht, griechisch-römisch      |           |
| Ruhi Sarıalp        | 1948 London         | Leichtathletik | Dreisprung                             |           |
| Adil Atan           | 1952 Helsinki       | Ringen         | Halbschwergewicht, Freistil            |           |
| Hüseyin Akbaş       | 1956 Melbourne      | Ringen         | Fliegengewicht, Freistil               |           |
| Dursun Ali Eğribaş  | 1956 Melbourne      | Ringen         | Fliegengewicht, griechisch-römisch     |           |
| Hamit Kaplan        | 1964 Tokio          | Ringen         | Schwergewicht, Freistil                |           |
| Ayhan Taşkın        | 1984 Los Angeles    | Ringen         | Superschwergewicht, Freistil           |           |
| Eyüp Can            | 1984 Los Angeles    | Boxen          | Fliegengewicht                         |           |
| Turgut Aykaç        | 1984 Los Angeles    | Boxen          | Federgewicht                           |           |
| Ali Kayalı          | 1992 Barcelona      | Ringen         | Schwergewicht, Freistil                |           |
| Hülya Şenyurt       | 1992 Barcelona      | Judo           | Extraleichtgewicht                     |           |
| Akif Pirim          | 1996 Atlanta        | Ringen         | Federgewicht, griechisch-römisch       |           |
| Adem Bereket        | 2000 Sydney         | Ringen         | Mittelgewicht, Freistil                |           |
| Hamide Bıkçın Tosun | 2000 Sydney         | Taekwondo      | Federgewicht                           |           |
| Aydın Polatçı       | 2004 Athen          | Ringen         | Superschwergewicht, Freistil           |           |
| Mehmet Özal         | 2004 Athen          | Ringen         | Schwergewicht, griechisch-römisch      |           |
| Sedat Artuç         | 2004 Athen          | Gewicheheben   | Bantamgewicht                          |           |
| Reyhan Arabacıoğlu  | 2004 Athen          | Gewichtheben   | Mittelgewicht                          |           |
| Eşref Apak          | 2004 Athen          | Leichtathletik | Hammerwurf                             |           |
| Nazmi Avluca        | 2008 Peking         | Ringen         | Halbschwergewicht, griechisch-römisch  |           |
| Yakup Kılıç         | 2008 Peking         | Boxen          | Federgewicht                           |           |
| Servet Tazegül      | 2008 Peking         | Taekwondo      | Federgewicht                           |           |
| Rıza Kayaalp        | 2012 London         | Ringen         | Superschwergewicht, griechisch-römisch |           |
| Soner Demirtaş      | 2016 Rio de Janeiro | Ringen         | Mittelgewicht, Freistil                |           |
| Cenk İldem          | 2016 Rio de Janeiro | Ringen         | Schwergewicht, griechisch-römisch      |           |
| Yasmani Copello     | 2016 Rio de Janeiro | Leichtathletik | 400 Meter Hürden                       |           |
| Nur Tatar           | 2016 Rio de Janeiro | Taekwondo      | Weltergewicht                          |           |
| Ali Sofuoğlu        | 2020 Tokio          | Karate         | Kata                                   |           |
| Merve Çoban         | 2020 Tokio          | Karate         | Kumite bis 61 kg                       |           |
| Uğur Aktaş          | 2020 Tokio          | Karate         | Kumite über 75 kg                      |           |
| Yasemin Adar        | 2020 Tokio          | Ringen         | Klasse bis 76 kg                       |           |
| Taha Akgül          | 2020 Tokio          | Ringen         | Klasse bis 125 kg                      |           |
| Rıza Kayaalp        | 2020 Tokio          | Ringen         | Klasse bis 130 kg                      |           |
| Hatice Kübra İlgün  | 2020 Tokio          | Taekwondo      | Klasse bis 57 kg                       |           |
| Hakan Reçber        | 2020 Tokio          | Taekwondo      | Klasse bis 68 kg                       |           |
| Ferhat Arıcan       | 2020 Tokio          | Geräteturnen   | Barren                                 |           |

## Medaillen nach Sportart
| Sportart       | Gold | Silber | Bronze | Gesamt |
| Ringen         | 29   | 18     | 19     | 66     |
| Gewichtheben   | 8    | 1      | 2      | 11     |
| Taekwondo      | 1    | 5      | 5      | 11     |
| Judo           | 1    | 0      | 1      | 2      |
| Boxen          | 2    | 4      | 3      | 9      |
| Leichtathletik | 0    | 0      | 3      | 3      |
| Bogenschießen  | 1    | 0      | 0      | 1      |
| Turnen         | 0    | 0      | 1      | 1      |
| Karate         | 0    | 1      | 3      | 4      |
| Gesamt         | 42   | 29     | 37     | 108    |